# 冥王星
| 太陽系外縁天体                                         | 太陽系外縁天体         |
| ------------------------------------------------------ | ---------------------- |
| エッジワース ・カイパー ベルト （海王星との 軌道共鳴） | (3:4)                  |
| エッジワース ・カイパー ベルト （海王星との 軌道共鳴） | 冥王星族 (2:3)         |
| エッジワース ・カイパー ベルト （海王星との 軌道共鳴） | (3:5)                  |
| エッジワース ・カイパー ベルト （海王星との 軌道共鳴） | キュビワノ族 ( - )     |
| エッジワース ・カイパー ベルト （海王星との 軌道共鳴） | (1:2)                  |
| 散乱円盤天体                                           |                        |
| オールトの雲                                           |                        |
| 類似天体                                               | ケンタウルス族         |
| 類似天体                                               | 海王星のトロヤ群       |
| 類似天体                                               | 彗星（遷移天体）       |
| 関連項目                                               | 準惑星（冥王星型天体） |
| 関連項目                                               | 太陽系小天体           |
| ■Portal ■Project ■Template                             |                        |

冥王星（めいおうせい、134340 Pluto）は、太陽系外縁天体内のサブグループ（冥王星型天体）の代表例とされる、準惑星に区分される天体である。1930年にクライド・トンボーによって発見され、2006年までは太陽系第9惑星とされていた。しかし他の8惑星と比べて離心率のある軌道と黄道面から傾いた軌道傾斜角を持つ。直径は2,370キロメートル であり、地球の衛星である月の直径（3,474キロメートル）よりも小さい。冥王星の最大の衛星カロンは直径が冥王星の半分以上あり、それを理由に二重天体とみなされることもある。

## 歴史

### 発見

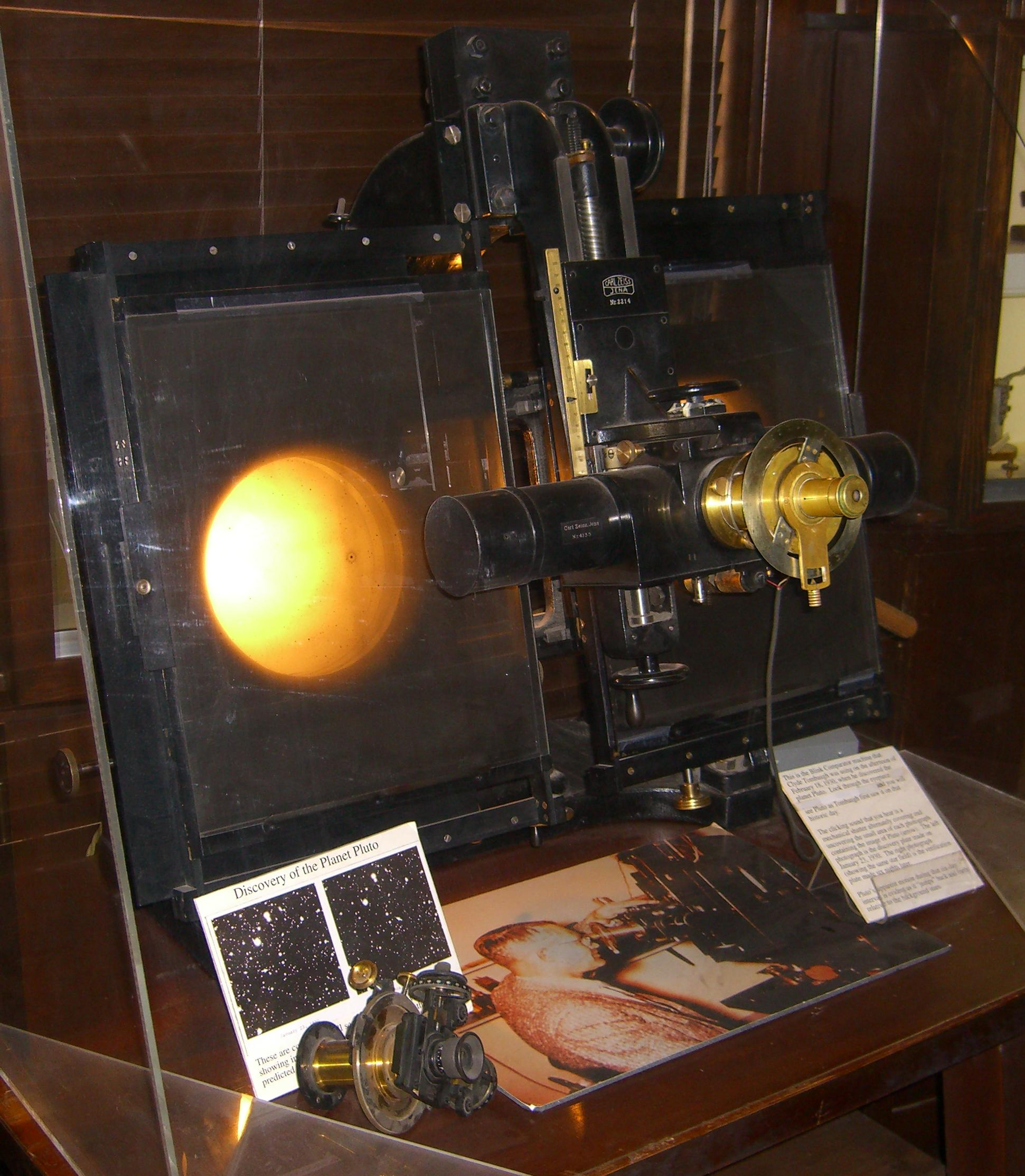
トンボーはこのブリンクコンパレータを用いて、撮影した写真を比較した

1930年、天文学者クライド・トンボーはローウェル天文台で第9惑星を探すプロジェクトに取り組んでいた。トンボーは、当時最新の技術であった天体写真を用いて、空の同じ区域の写真を数週間の間隔を空けて2枚撮影し、その画像の間で動いている天体を探すという方法で捜索を行った。撮影した膨大な写真を丹念に精査した結果、トンボーは1930年2月18日に、同年1月23日と1月29日に撮影された写真乾板の間で動いていると思われる天体を見つけた。それだけでなく、1月20日の写真も質は悪かったが動きを確認するのには役立った。ローウェル天文台はさらに確証的な写真を得るよう努力したあと、発見の報を1930年3月13日にハーバード大学天文台へ電報で送った。のちに冥王星の写真は1915年3月19日までさかのぼって見つかった。このような経緯から発見日は一般に1930年2月18日とされているが、小惑星センターに登録された一覧上では発見日は同年1月23日とされている。

### 海王星・天王星との関係
冥王星が発見されるまでの歴史は、海王星の発見および天王星の存在と密接に結びついている。1840年代、ユルバン・ルヴェリエとジョン・クーチ・アダムズはニュートン力学を用いて、天王星の軌道における摂動の分析から、当時未発見の惑星だった海王星の位置を正確に予測した。摂動はほかの惑星から重力で引かれることで起こるということが理論化され、ヨハン・ゴットフリート・ガレが海王星を1846年9月23日に発見した。
天文学者たちは19世紀後半の海王星の観測から、天王星の軌道が海王星に乱されていたのと同じように、海王星の軌道もまたほかの未発見の惑星（「惑星X」）によって乱されていると推測し始めた。1909年までに、ウィリアム・ヘンリー・ピッカリングとパーシヴァル・ローウェルは、そのような惑星が存在する可能性のある天球座標をいくつか提唱した。1911年5月には、インド人の天文学者ヴェンカテシュ・ケタカルによる、未発見の惑星の位置を予測した計算がフランス天文学協会の会報で公表された。

### ローウェルの影響

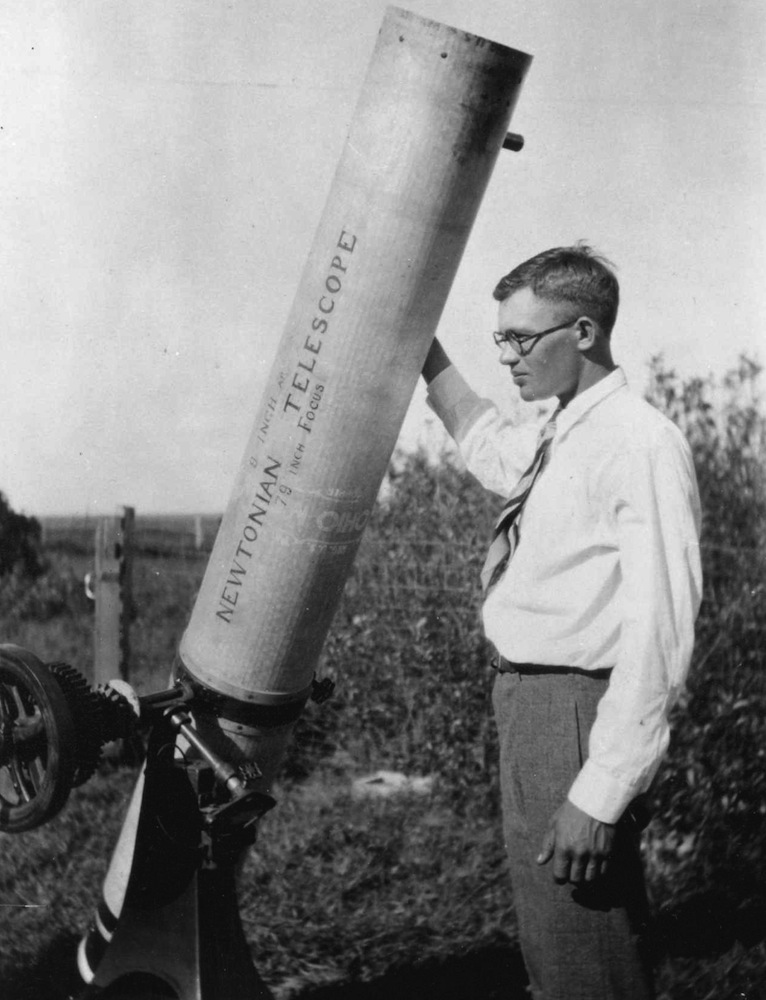
カンザス州で観測を行っていた時のクライド・トンボー

パーシヴァル・ローウェルは冥王星の発見に関して重大な影響があった。1905年、ローウェル天文台（ローウェルが1894年に設立した）は、存在するかもしれない第9惑星を捜索する一大プロジェクトを開始した。プロジェクトはローウェルが1916年に死去するまでの11年間続けられた。ローウェルの死後、彼の遺産である天文台をめぐるローウェルの妻との10年にも及ぶ法廷闘争によって、惑星Xの探索は1929年に再開されるまでの間一度も実施されなかった。1929年に当時の天文台長ヴェスト・スライファーがトンボーにこの仕事を預け、1930年の発見に至った。
皮肉にも、捜索のきっかけとなった海王星の軌道の摂動の原因となるには、冥王星はあまりにも小さすぎた。19世紀に天文学者が観測した海王星の軌道の計算との食い違いは、海王星の質量の見積もりが正確でなかったことが原因だった。いったんそれが分かると、冥王星が非常に暗く、望遠鏡で円盤状に見えないことから、冥王星はローウェルの考えた惑星Xであるという考えに疑問の目が向けられた。ローウェルは1915年に惑星Xの位置を予測しており、これは当時の冥王星の実際の位置にかなり近かった。しかし、アーネスト・ウィリアム・ブラウンはほとんど即座にこれは偶然の一致だと結論づけ、この見方は今日でも支持されている。したがって、冥王星がピッカリング、ローウェル、ケタカルの予測した領域の近くにあったことがただの偶然にすぎないことを考慮すると、トンボーが冥王星を発見したことはさらに驚くべきことになる。

### 命名
発見された新天体を命名する権利は、ローウェル天文台と所長のスライファーにあった。名前の提案は世界中から殺到すると考えられ、トンボーは他の誰かに提案される前に早く新天体の名前を提案するようにスライファーをせきたてた。ローウェルの妻コンスタンスは、「ゼウス （Zeus）」、次いで「パーシヴァル（Percival）」、さらに「コンスタンス（Constance）」を提案したが、どれも支持は得られなかった。
「プルート（Pluto）」という名前を最初に提案したのは、イングランド・オックスフォード出身で当時11歳の少女・ヴァニーシア・バーニーである。天文学と同じぐらいローマ神話とギリシア神話にも興味があった彼女は、オックスフォード大学のボドレアン図書館 で以前司書をしていた祖父ファルコナー・マダンとの会話の中で、ギリシア神話のハデスに対応するこの名前「Pluto」を選び、それを提案した。プルート（プルートー）とはローマ神話に登場する冥府の王である。マダンはこの提案をハーバート・ターナー教授に伝え、ターナーはこの提案をさらにアメリカにいた同僚に電報で送った。
1930年3月24日、ローウェル天文台のメンバーにより、ミネルヴァ （Minerva）・クロノス（Cronus）・プルート（Pluto）の3つの候補への投票が行われた。同じ名前の小惑星があることが指摘されるまではミネルヴァが最有力と思われたが、最終的にプルートが満場一致で選ばれ、正式に「Pluto」と命名された。「Pluto」の最初の2文字がパーシヴァル・ローウェル（Percival Lowell）のイニシャルであることもプルートに有利に働いた。この名前は1930年5月1日にローウェル天文台から公表された。

#### アジア語圏の命名事情
日本語名の「冥王星」は、日本人の野尻抱影がPlutoの訳語として提案した名称である。彼はこの名称を「幽王星」というもうひとつの候補とともに雑誌科学画報の1930年10月号に紹介した。この名称は京都天文台ではすぐに採用されたが、東京天文台（現・国立天文台）では英語のままの「プルートー」が用いられた（当時、東京天文台と京都天文台は異なる用語を用いていることがしばしばあった）。東京天文台が「冥王星」を採用したのは太平洋戦争中に外来語（カタカナ語）を禁止した1943年のことであった。
1933年には中国でも「冥王星」が使われ始め、現在では、中国語では日本語と同じ「冥王星（míngwángxīng）」が用いられている。
漢字をほぼ廃止した朝鮮語では、漢字で冥王星にあたる「명왕성（myeongwangseong）」を用いている。
漢字を完全に廃止したベトナム語では、ヒンドゥー教や仏教で地獄の守護神とされる閻魔にちなんで、漢字で「閻王星」にあたる「Diêm Vương Tinh」や、「閻王の星」にあたる「Sao Diêm Vương」などと呼ばれる。
インドでも閻魔（ヤマ）にちなみ「यम ग्रह（yam grah）」と呼ばれる。

### 惑星記号
最も一般的な冥王星の天文学におけるシンボル（惑星記号）はとである。天文学におけるシンボル（惑星記号）はPとLのモノグラムであるである。これは、パーシヴァル・ローウェルのイニシャルをも表している。冥王星の惑星記号は発見当時複数提案された。当時の天文学団体が採用した結果、上記の記号が大勢を占めるに至ったが、特に占星術においては別のシンボル（）を好んで使う流派もある。このシンボルは海王星のもの（）に似ているが、三叉の中央の尖った部分に円がある。惑星のシンボルはもはや天文学ではあまり使用されていない。

### 分類
1930年に発見されて以来、「太陽系の9番目の惑星であり、外惑星のひとつである」とされてきた。しかし、1992年に冥王星以外の外縁天体が初めて発見されて以降、冥王星と似た大きさの外縁天体が続々と発見され始めた。その中でも2003年に撮影された写真の中から2005年に発見された2003 UB313は冥王星よりわずかに大きいと考えられた。このような太陽系研究の進展により、太陽系の研究者の間などで冥王星を惑星とみなすことへの疑問の声が広まった。そして、発見から76年後の2006年8月に開かれた国際天文学連合（IAU）総会で、それまで明確でなかった惑星の定義を定めるとともに、「dwarf planet（準惑星）」という分類を新たに設けることが採択された。この結果、冥王星はケレス、2003 UB313（分類と同時にエリスと命名）などとともに準惑星に分類された。また、冥王星を外縁天体の「新しい下位分類のプロトタイプ」とすることも決定され、2008年6月にその分類の名称を「plutoid」とすることが確定した（日本学術会議では2007年4月9日の対外報告（第一報告） において「冥王星型天体」という日本語名称を推奨していた）。再分類されたあと、冥王星は小惑星の一覧に記載され、小惑星番号134340番が与えられた。
これらの結果として冥王星は、「太陽系外縁天体として最初に発見されたもの」という位置づけとなった。→#惑星としての地位をめぐる論争

## 物理的特徴
2015年7月14日にニュー・ホライズンズが最接近し、詳細な観測を行った。一部判明した観測データは公表されたが、詳細は数多くの天文研究者および天文愛好家によって現在解析中である。

### 外観

冥王星の全球

冥王星の見かけの等級は14等級以下であり、肉眼で観察することは不可能である。したがって観測には望遠鏡が必要となる。冥王星を容易に見るためには、望遠鏡の口径は約30センチ以上が望ましい。非常に巨大な望遠鏡で観測しても、冥王星の角直径はわずか0.15″しかないため、恒星と同じように点状に見える。冥王星の色はごくわずかに黄色がかった明るい茶色である。
衛星カロンが発見されたことにより、冥王星は最初の推定よりもずっと小さいことが明らかになり、必然的に冥王星のアルベド（光を反射する度合い）の見積もりは上方修正されることとなった。現在の推定では、冥王星のアルベドは、かなり高いアルベドを持つ金星よりもわずかに低い程度だと考えられている。

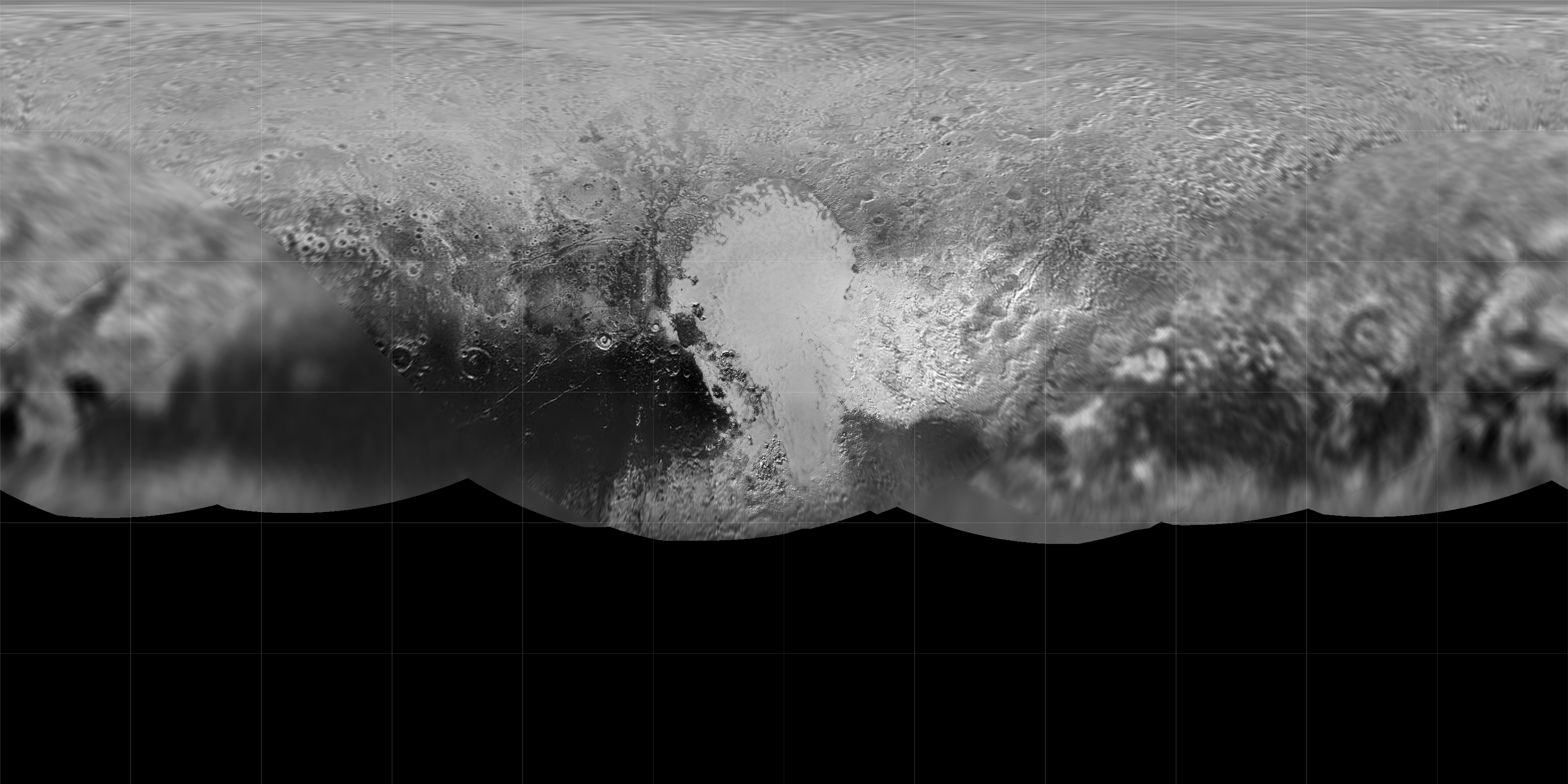
冥王星表面の地図

冥王星の距離が非常に遠く、望遠鏡の技術にも限界があるため、現在でも地球から冥王星の表面の詳細な写真を直接的に得ることは不可能である。探査機ニュー・ホライズンズが2015年に最接近して直接撮影されるまでの間は、ハッブル宇宙望遠鏡が撮影した画像から、表面の明暗や模様などがわずかに分かる程度であった。

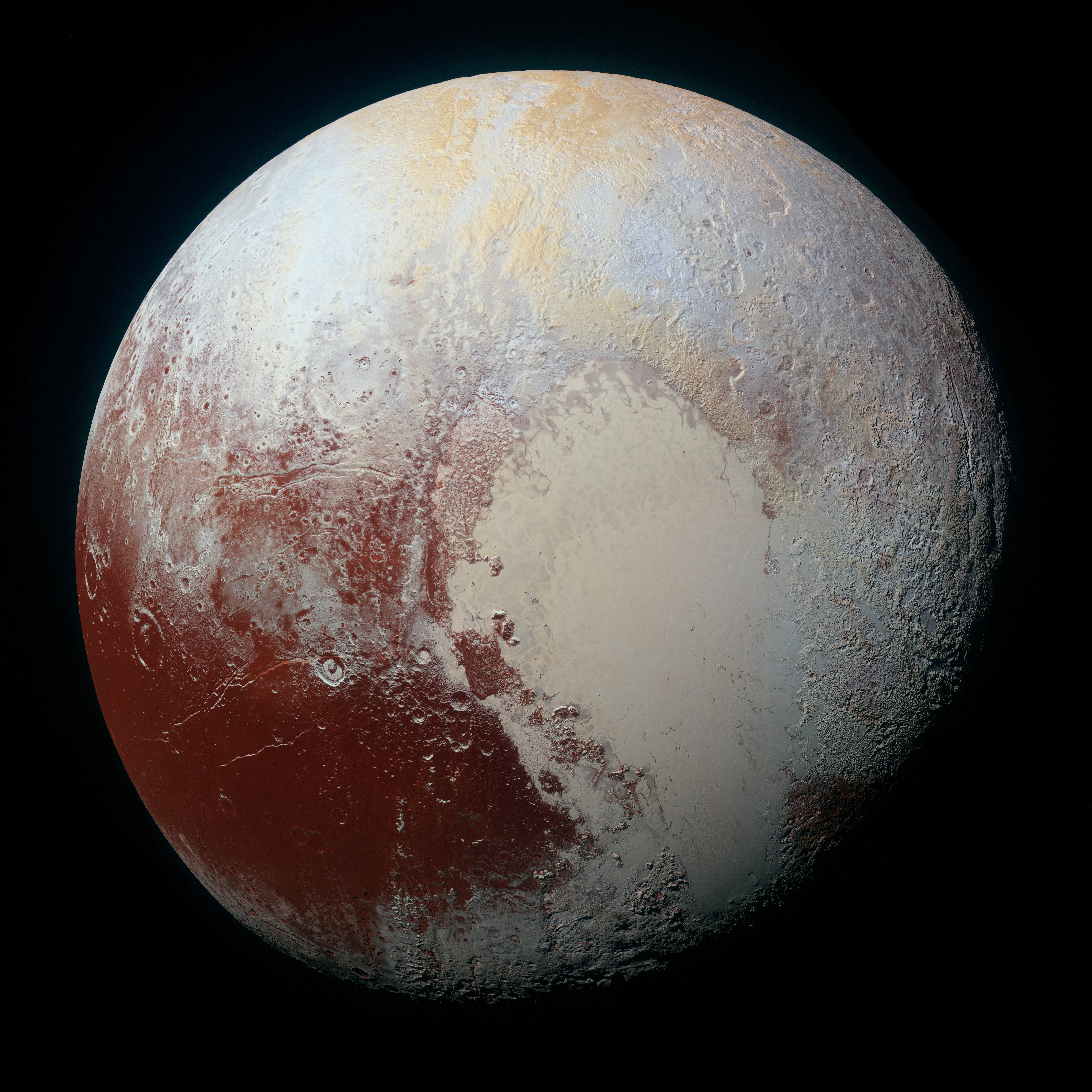
Multispectral Visual Imaging Cameraにより表面組成の違いを強調した合成カラー画像

1985年から1990年にかけて、カロンによる冥王星の食（掩蔽）が地球から観測できる位置関係になったため、食の進行にともなう明るさの変化をスーパーコンピュータで処理することによって、地表の明るさの精密な分布地図が得られた。たとえば、冥王星上で明るい点が食されると、暗い点が食されたときよりも全体の明るさは大きく変化する。この技術を用いて、冥王星 - カロン系全体の平均の明るさとその変化を時間とともに追っていくことができた。最終的に2015年に最接近したニュー・ホライズンズから地球に送信された観測データにより詳細な地表が明らかになった。

### 表面

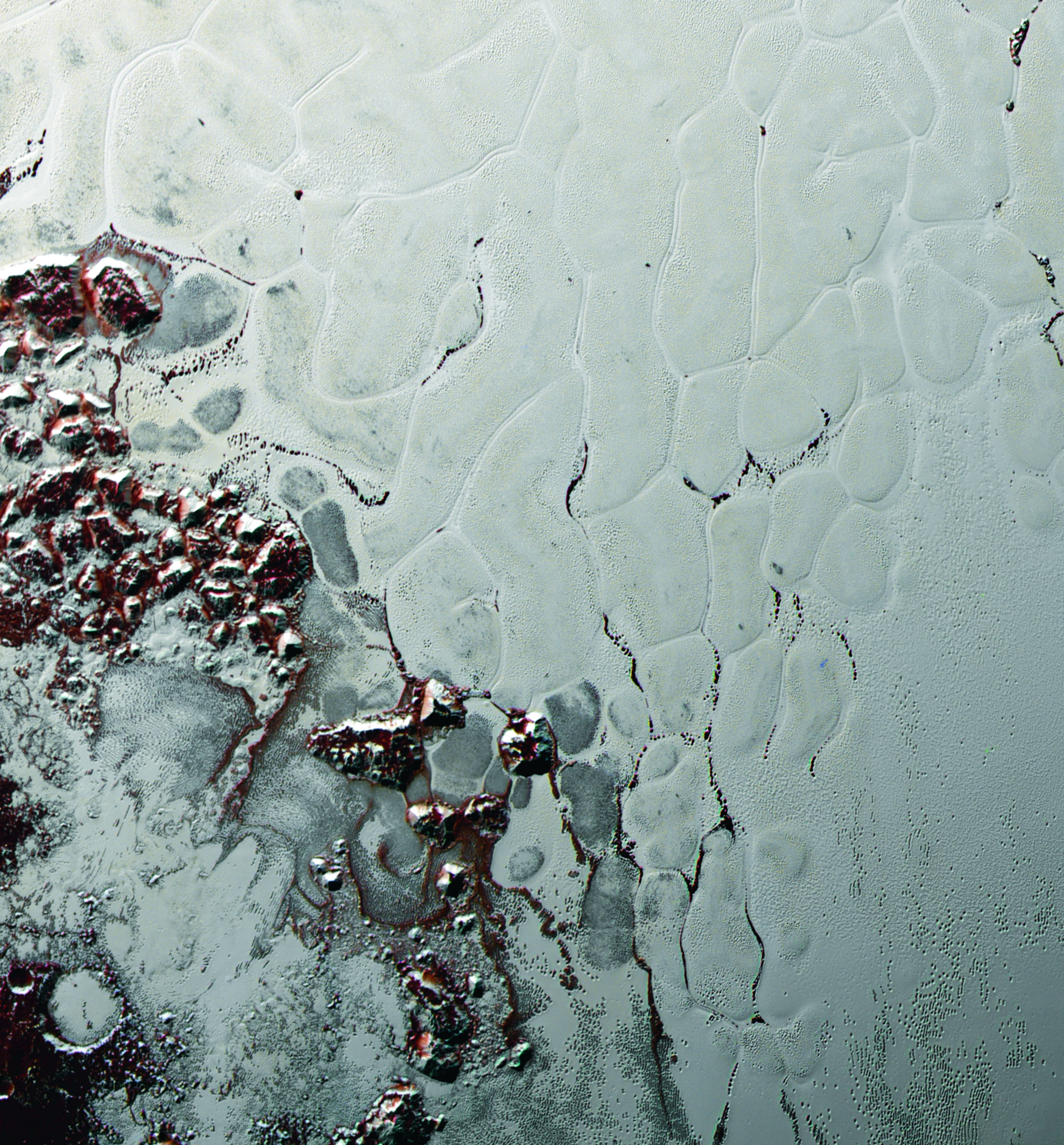
冥王星の表面。左下部分が氷山、右上部分が氷平面である。

冥王星の表面温度はマイナス230度で、メタンや窒素の氷で覆われている。

### 質量と大きさ

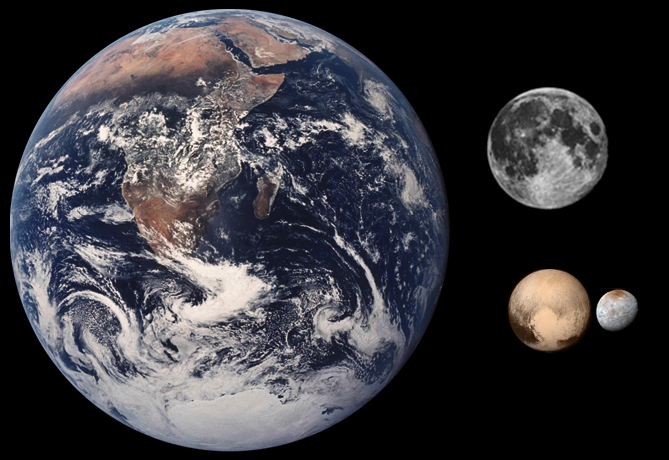
冥王星とカロン（右下）、地球と月（左上）の大きさの比較。

冥王星の直径と質量は発見後数十年間にわたって過大評価されていた。質量は地球に匹敵すると当初は考えられていたが、観測が精密になると大きく下方修正された。1978年に衛星のカロンが発見されたことにより、ケプラーの第3法則のニュートンの公式を適用して、冥王星 - カロン系の質量を確定することが可能になった。
| 発表年 | 質量 （ME） | 発表者                                 | 出典                 |
| ------ | ----------- | -------------------------------------- | -------------------- |
| 1915   | 7           | ローウェル （惑星Xの質量としての推定） | [ 25 ]               |
| 1931   | 1           | ニコルソン、Mayall                     | [ 26 ] [ 27 ] [ 28 ] |
| 1948   | 0.1         | カイパー                               | [ 29 ]               |
| 1976   | 0.01        | Cruikshank、Pilcher、Morrison          | [ 30 ]               |
| 1978   | 0.0015      | クリスティー、ハリントン               | [ 31 ]               |
| 2006   | 0.00218     | Buieら                                 | [ 32 ]               |

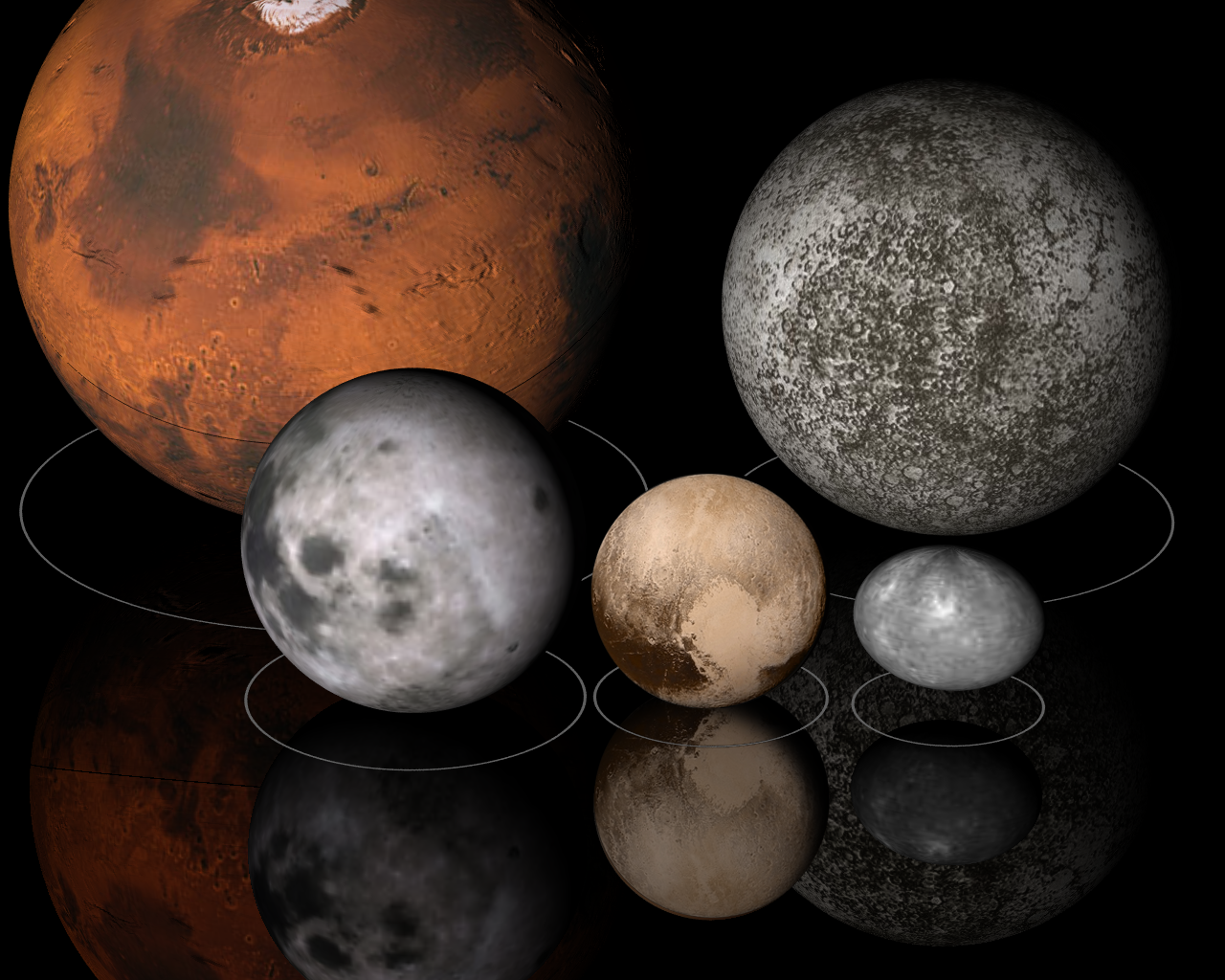
火星（左奥）、水星（右奥）、前列左から月、冥王星、ハウメア

冥王星は太陽系内のどの惑星よりも小さく、圧倒的に質量が少ない。冥王星の質量は地球の月の0.2倍以下であり、太陽系のほかの惑星には冥王星より質量が大きい衛星が7つもある。その7つの衛星は、ガニメデ、タイタン、カリスト、イオ、月、エウロパ、トリトンである。
もともと、冥王星は水星よりは大きく火星よりは小さいと考えられていた。冥王星のアルベドがほかの惑星に比べて高いうえに、カロンのアルベドを冥王星のそれに加算してしまっていたことが原因のひとつである（ハッブル宇宙望遠鏡の登場以前は、地上で冥王星とカロンを分離して観測できなかった）。実際には1つではなく2つの天体であると分かると、冥王星の大きさの見積もりは一気に小さくなった。その後、カロンによる冥王星の掩蔽の観測から冥王星の直径を決定することができるようになり、補償光学を用いた望遠鏡での観測により形状を決めることもできた。
冥王星は太陽系外縁天体の中では直径が最大である。2003年に発見された太陽系外縁天体のエリスは発見当時は冥王星よりも大きいとされていたがことがあったが、現在考えられている直径では冥王星よりも小さい。2015年7月14日、NASAは探査機ニュー・ホライズンズによる測定で、冥王星の直径を2,370キロメートル、衛星カロンの直径を1,208キロメートルと発表した。

### 大気

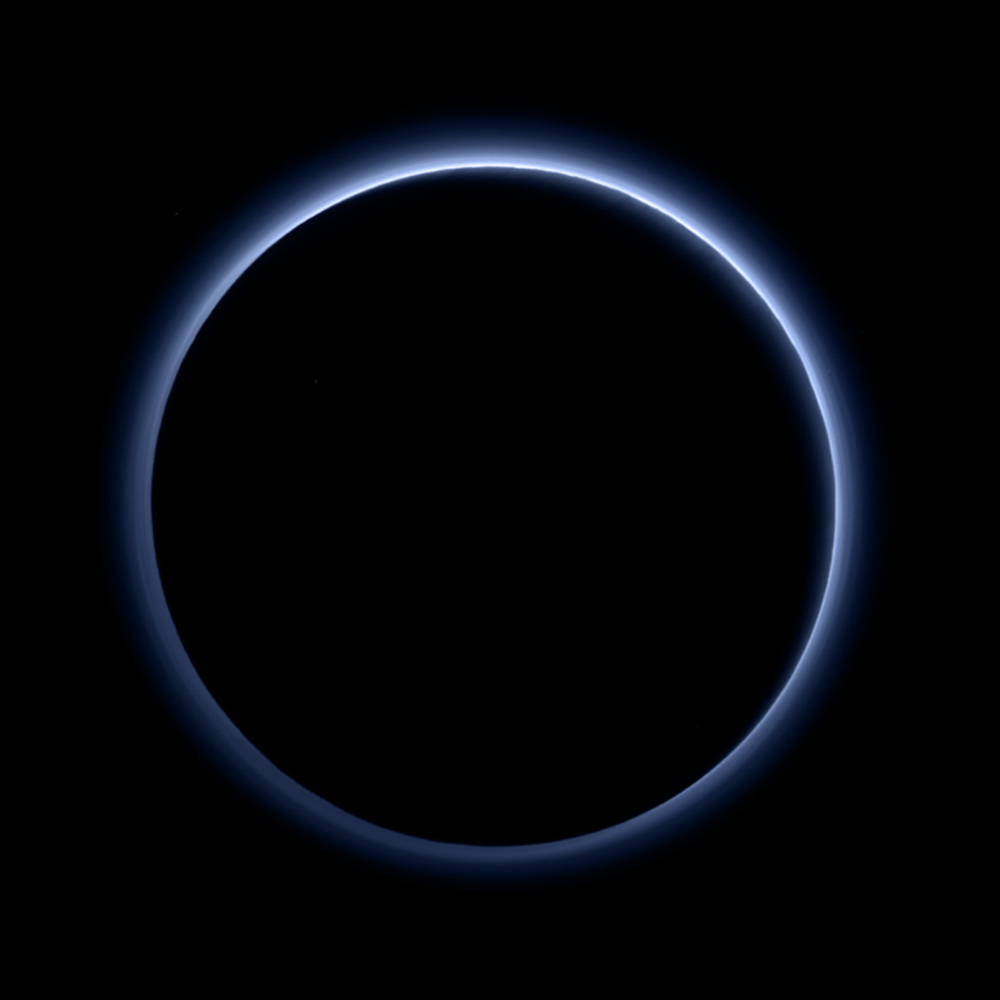
ニュー・ホライズンズが冥王星を背後から撮影した画像。薄く青く輝いているのが窒素を始めとする大気。

冥王星ははっきりとした濃い大気は持っていない。詳細は下記に述べる。

#### 公転による大気の変化
太陽に近づくと、おもに窒素、メタン、一酸化炭素からなる希薄な大気が冥王星を包み、表面にある固体の窒素や一酸化炭素の氷との間で平衡状態になる。冥王星が遠日点へと公転していき太陽から離れると、大気の大部分は凝固し、地表へと降下する。冥王星が再び太陽へ近づいていくと、冥王星の固体表面の温度が上昇し、固体窒素が昇華して気体となる。これが反温室効果をもたらす。この昇華する窒素は、人間の皮膚から蒸発する汗と同じように冷却効果を持つ。2006年にはサブミリ波干渉計を用いて、冥王星の表面温度が予想されていたよりも10ケルビン低いことが発見された。

#### 恒星の掩蔽によって判明したこと
1985年の恒星の掩蔽（恒星食）の観測から、冥王星は大気を持っているということが分かった。この発見は1988年に起きた別の掩蔽の詳細な観測により確認され、著しく補強された。大気を持たない天体が恒星を掩蔽すると、恒星は瞬間的に消える。冥王星の場合、恒星は徐々に暗くなっていった。暗くなっていく割合から、冥王星の大気圧は、地球のおよそ70万分の1の0.15パスカルと分かった。
2002年には、冥王星による別の恒星の掩蔽の観測と分析が、パリ天文台 のブルーノ・シカルディ、マサチューセッツ工科大学（MIT） のジム・エリオット、ウィリアムズ大学 のジェイ・パサチョフが率いるチームによって行われた。冥王星が1988年よりも太陽から遠ざかっており、したがって冥王星はより気温が下がり大気濃度も減少しているはずだったが、驚くべきことに大気圧は従来の2倍の0.3パスカルと推定された。21世紀初頭現在、最有力な仮説は、冥王星の南極が1987年に120年ぶりに影から出たため、窒素が余分に極冠から昇華したという説である。過剰の窒素が大気から凝縮するには数十年がかかると考えられている。
MITとウィリアムズ大学のエリオットとパサチョフのチームと、レスリー・ヤング率いるサウスウエスト研究所のチームは、2006年6月12日に起きた冥王星によるさらに別の恒星の掩蔽をオーストラリアから観測した。

### 組成

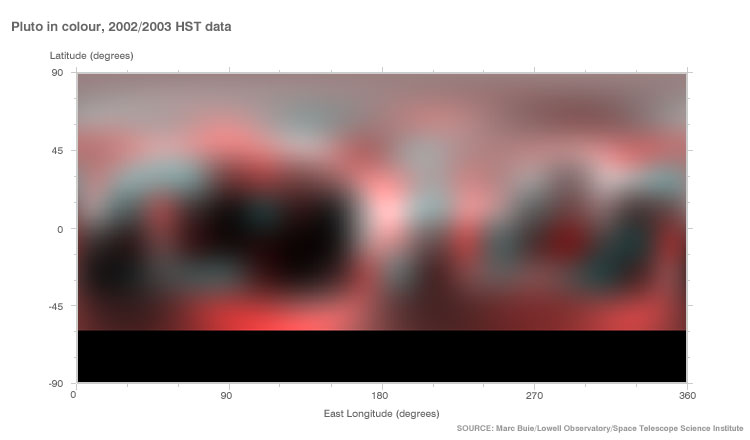
冥王星の表面組成。赤は凍ったメタン。薄い色は凍った窒素。暗い色は水H2Oの氷の可能性。

冥王星の光度曲線、ハッブル宇宙望遠鏡の観測を元に作成された表面の地図、赤外線スペクトルの周期的な変化などから明白に分かるように、冥王星の表面は不均一かつ不安定である。冥王星の表面のうちカロンに向いた側はメタンの氷が多く、反対側（トンボー地域）は窒素と一酸化炭素の氷が多い。また、1999年、すばる望遠鏡は冥王星から固体のエタンに特徴的な吸収線をとらえることに成功した。
また、地下に液体の水で出来た内部海を持っている可能性が示唆されており、冥王星の内部海とそれを覆う分厚い氷の間にメタンハイドレートが存在すると、メタンハイドレートが効率的な断熱材として機能して内部の熱を逃がさず、その結果、表面は極寒でも内部海は凍結しないことが研究によって明らかになった。

### 軌道

冥王星の軌道を黄道面から見た図。このように「横から見た図」では、冥王星の軌道（赤）は、海王星の軌道（青）のような普通の軌道よりも傾いていることが分かる。

横から見た冥王星の公転を描いたアニメーション

冥王星の軌道は太陽系の惑星と比較すると異質である。惑星は黄道面と呼ばれる仮想の平面にかなり近い面を公転しており、軌道の形は真円に近い。対照的に、冥王星の軌道は黄道面から約17°ほど傾いており、離心率は8惑星の中でも突出している水星より大きい（数学的には真円ではなく楕円である）。軌道が傾いているため、冥王星の近日点は黄道面から北側に8.7 auほどずれた位置にある。また冥王星族であるため海王星の軌道が比較的近くにあり、冥王星はその離心率によって軌道の一部は海王星よりも太陽の近くに入り込んでいる。

#### 太陽からの距離

冥王星の軌道を天の北極方向から見た図。この「上から見た図」から、冥王星の軌道（赤）が海王星の軌道（青）と比べると軌道の中心が太陽の位置からずれており、冥王星が海王星より太陽の近くに入り込む時期があることが分かる。それぞれの軌道の半分の暗い部分は、惑星が黄道面の南側を通る部分を表している。それぞれの惑星の位置は2006年4月16日のものである。2007年4月にはそれぞれの惑星の位置はわずかに1ピクセル分ほどずれる。

近日点の近くでは、冥王星は海王星よりも太陽に近くなる。直近でこの現象が起こったのは1979年2月7日から1999年2月11日までである。数学的な計算によると、この現象は前回は1735年7月11日から1749年9月15日まで続いた。同様の計算から、そのさらに前の回は1483年4月30日から1503年7月23日までだったことが分かっており、この期間の長さはほとんど1979年から1999年までの期間の長さと等しい。冥王星が海王星の内側に入り込む期間は、微妙な変化はあるものの、約13年間と約20年間のものが交互に訪れると考えられている。

### 海王星との関係
冥王星と海王星とは、隣り合わせの天体であるため、特有の関連性が見られる。

#### 接近

この図では冥王星（赤）と海王星（青）の相対的な位置関係を一部の日のものを抜粋して示している。海王星と冥王星の大きさは、比較を容易にするため、距離に反比例するように描いている。もっとも接近したのは1896年である。

冥王星の軌道は海王星の軌道と「交差している」と言われることがよくある。しかし実際は、冥王星の軌道の交点（軌道が黄道面と交差する点）は両方とも海王星の軌道の外側にあり、距離にして6.4au（すなわち、地球と太陽の間の距離の6倍以上、太陽と木星間の距離以上）も離れている。そのうえ、これらの天体は軌道共鳴状態にあるために、冥王星が2回公転する間に海王星は正確に3回公転する。このため、海王星と冥王星の軌道がもっとも近づいているところに海王星が達したとき、冥王星は軌道上ではるかに後ろにあり、代わって冥王星がその点に到達したときには、海王星は軌道上で50°以上も前方にあることになる。冥王星がもう1公転してこの点に到達したときには、海王星は軌道上で半周近く離れたところにある。その結果として、冥王星は軌道上のこの点では海王星の30au以内には決して近づかないことになる。
実際に海王星と冥王星がもっとも接近するのは、軌道上のほぼ反対側であり、冥王星が遠日点を通過して（前回の遠日点通過は1866年）から約30年後に海王星が冥王星に追いつく（海王星と冥王星の遠日点経度は似通っている）。距離が最小になったのは1896年6月のことで、18.9auまで近づいた。言い換えると、冥王星は土星にもっとも近づいたときよりも海王星に近づくことは決してないということである。

#### 軌道
冥王星の軌道は海王星の軌道と3:2の軌道共鳴状態にある。海王星が冥王星に背後から近づくと、相互の重力によって互いにわずかに引かれ始め、トロヤ点を生じるような軌道上の同じ配列の間で相互作用する結果になる。軌道が歪んでいるため、3:2の比で軌道共鳴しているということは、海王星が常に冥王星と遠く離れたところにあることになり好都合である。冥王星が軌道を半周すると、冥王星は海王星にもっとも近づき、一見すると海王星が冥王星を捕獲しそうに見える。しかし冥王星は太陽からの重力的加速により速度を上げ、海王星の前方に留まり、冥王星の軌道の反対側で再び出会うまで前方に引かれる。
1990年代以降、冥王星以外に太陽系外縁天体（TNO）が多数見つかり、その一部は海王星と3:2の軌道共鳴状態にあった。このような軌道共鳴状態にあるTNOは冥王星にちなんで冥王星族 と呼ばれている。

### 起源
1936年、冥王星はトリトンとともに海王星の衛星として形成され、衛星同士の重力相互作用により海王星の引力圏から飛び出したものだという説が発表された。トリトンの逆行軌道と冥王星の起源を同時に説明しようと試みたものだったが、下方修正された冥王星の質量に基づくのちの研究では、このメカニズムで現在の冥王星やトリトンの軌道を説明することは力学的に困難なことが示され、仮説は否定された。現在では冥王星やトリトンは太陽を取り囲む原始惑星系円盤で形成され、上記の説とは逆にトリトンが海王星に捕獲されたという考えが支持されている。

### 彗星との比較
エッジワース・カイパーベルトはすべての短周期彗星の供給源だと考えられており、冥王星も、ほかのエッジワース・カイパーベルト天体（外縁天体）と同様に、彗星が持つ一般的な特徴を持っている。太陽風によって冥王星の表面の物質はゆっくりと宇宙空間に吹き飛ばされており、これは彗星の場合と同様である。もし冥王星を太陽から十分近くに置けば、彗星のように尾が発達するだろうと考えられている。

## 衛星

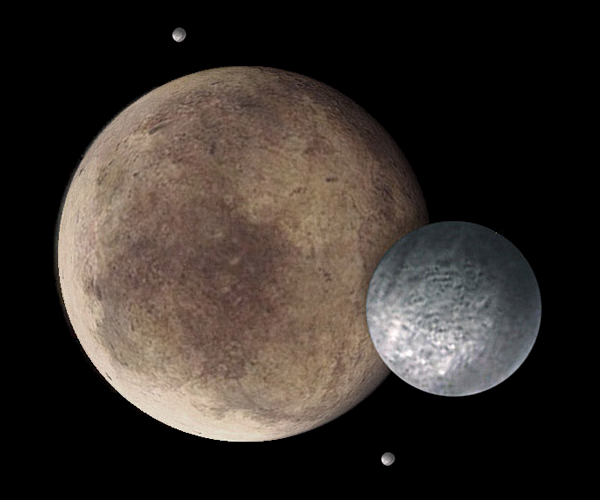
冥王星と衛星の想像図

冥王星には5つの衛星が発見されている。1978年には最初の衛星カロンが天文学者ジェームズ・クリスティーによって発見された。カロンは冥王星の7分の1の質量を持つ巨大な衛星で、冥王星 - カロン系はしばしば二重天体と表現される。
衛星の発見に関する公式発表はカロンのあと20年以上途絶えていたが、2005年に小さい2つの衛星ニクスとヒドラが、2011年にはより小さなケルベロスが、2012年にはさらに小さなステュクスが発見された。
また、衛星ではないが、(15810) 1994 JR1と呼ばれる準衛星を持つ。

## 探査

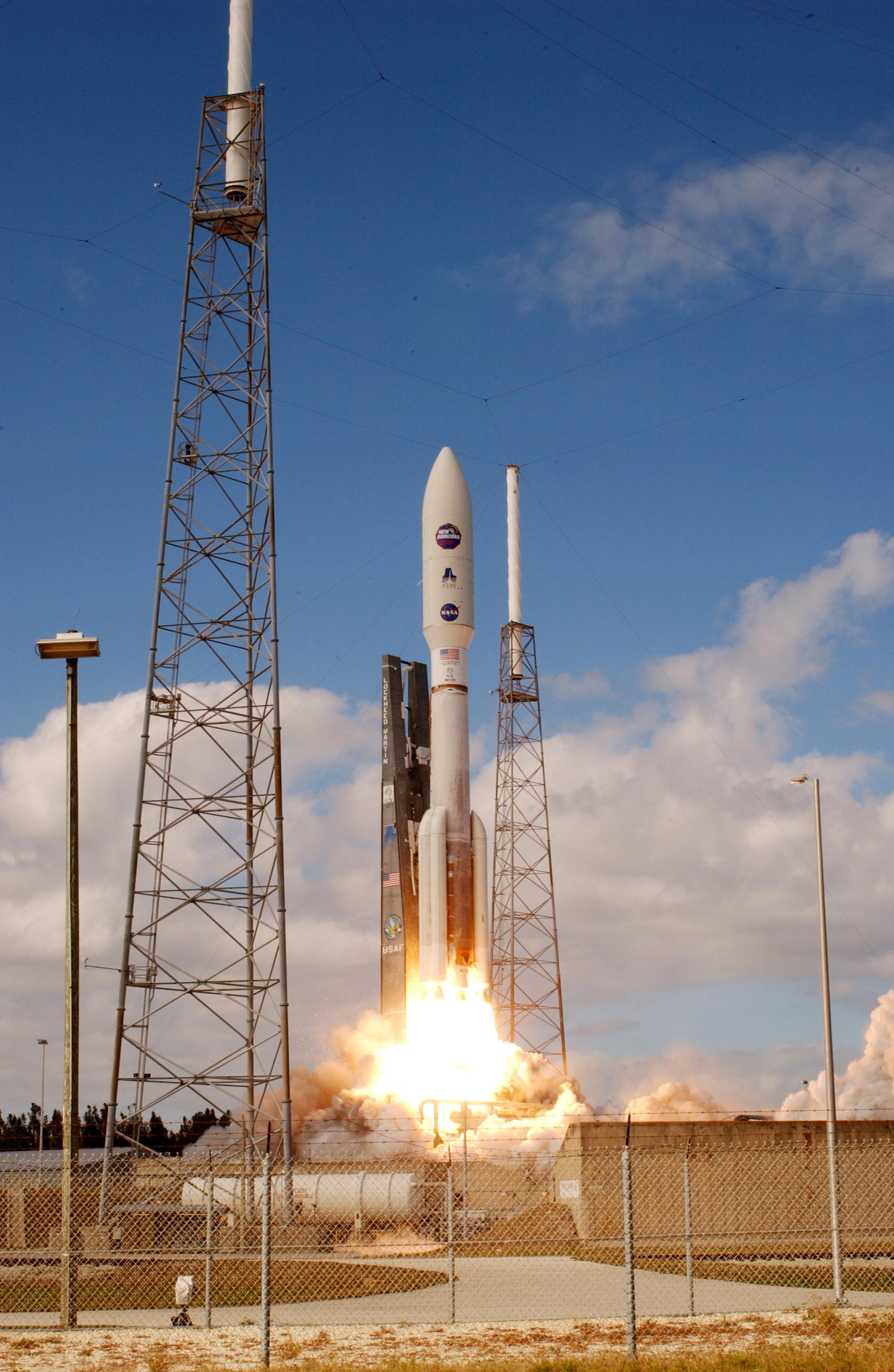
ニュー・ホライズンズは2006年1月19日14時00分（EST）に冥王星へ打ち上げられた

冥王星は質量が小さく地球からの距離が非常に遠いため、探査機を送るには到達までの時間がかかる点、地球から遠ざかることによる操縦関連の遅延がある点、経費が高額になる点などの困難さがある。1983年に火星を除く外惑星（冥王星を含む）が地球から見てほぼ同じ方向になることを利用して、これらの惑星を探査するグランドツアー計画が立案されたが、経費が莫大になることから中止され、計画を縮小してボイジャー計画となった。1977年に打ち上げられたボイジャー1号は飛行方向を変えることで冥王星を訪れることもできたが、当時の制御チームは冥王星の探査よりも土星の衛星タイタンへの接近飛行の方を選んだため、冥王星への接近飛行はできない軌道になった。ボイジャー2号はもともと冥王星に接近するような軌道ではなかった。その後、NASAはプルート・カイパー・エクスプレス (Pluto Kuiper Express) ミッションを計画していたが、経費の増大や打ち上げロケットの開発の遅れなどのため、2000年に中止された。

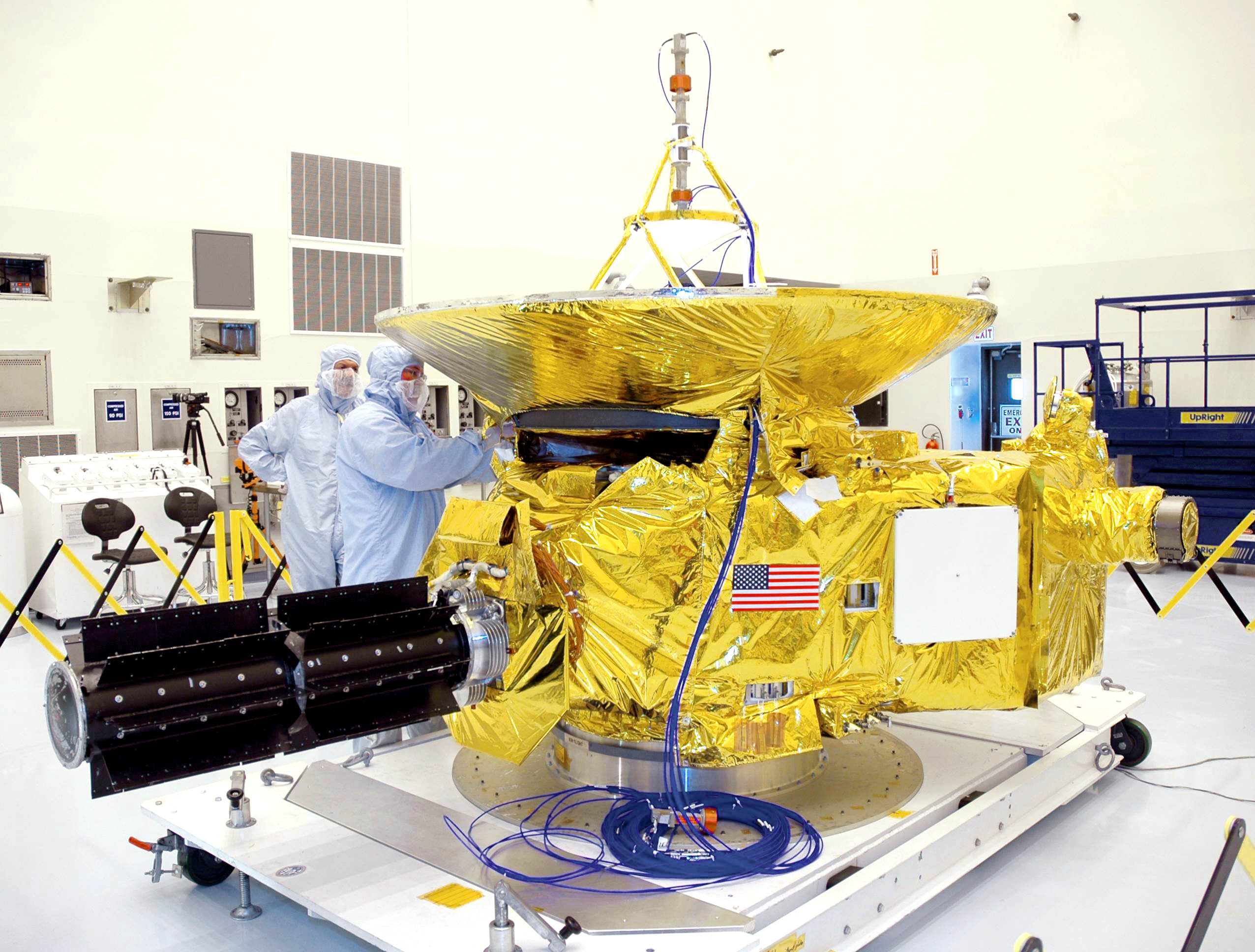
打ち上げに備えるニュー・ホライズンズの探査機

初めて冥王星を訪れた探査機は、2006年1月19日14時00分（EST）に打ち上げられたNASAのニュー・ホライズンズである。探査機は木星の重力によりスイングバイを行い、2015年7月14日に冥王星に最接近した。冥王星の観測は最接近の5か月前から始まり、冥王星とすれ違い通り過ぎたあとは、冥王星と同じく太陽系外縁天体のひとつである2014 MU69への軌道へ入った。
ニュー・ホライズンズは、冥王星とその衛星カロンの全体的な地質と地形の特徴を明らかにし、表面の組成の地図を作成し、冥王星の薄い大気とそれが流出する割合を明らかにするための画像撮影装置と無線科学調査ツール、さらに分光器とその他の実験装置を含んだ遠隔操作機器を使用した。それだけでなく、冥王星とカロンの表面の写真撮影も行った。
打ち上げられてまもないころ、ニクスとヒドラの脱出速度が比較的小さいため、外縁天体との衝突で薄い塵の環が生じている可能性が団体関係者から指摘され、もしニュー・ホライズンズが飛行中にこのような環の中を通過すれば、探査機に損傷を与えたり機能停止させるような微小隕石によるダメージを受ける可能性が高まるという懸念が示されていた。

## 惑星としての地位をめぐる論争
冥王星はほかの8つの惑星と比べると異なる性質を多く持つ。1930年の発見当時には惑星の明確な定義がなかったため惑星とされたが、少なくとも最初の太陽系外縁天体（TNO）である 1992 QB1 が発見された1992年以降、冥王星を公式に惑星と呼ぶべきかどうかをめぐり常にさまざまな議論や論争がなされてきた。1990年代後半以降同様の天体がさらに次々と発見され、賛否両論の論争はますます激しくなっていった。

### 論争の背景
冥王星は海王星までの8つの惑星と比較すると離心率や軌道傾斜角が大きいことから、1930年に発見された当初から「変わった惑星」だと考えられていた。発見されてからしばらくの間は地球と同じ程度からその数倍の質量を持つと推定されていたが、望遠鏡およびその観測技術の向上により実際はそれよりはるかに小さいことが明らかになり、組成や予想される起源から、太陽系外縁天体ではないかという意見が有力になっていった。また、冥王星の表面を覆う氷は彗星が持っている氷と同じ成分であることから、冥王星は太陽系を形成したときの微惑星の集合体だと考えられるようになった。このような研究の進展から、冥王星を惑星とみなすことに疑問を抱く声が高まっていった。
1990年代後半には、冥王星の惑星としての地位を見直す声がますます高まってきたが、国際天文学連合（IAU）は冥王星を惑星から外すことには消極的だった。1998年には番号登録された小惑星の数が1万に迫ってきたことから、冥王星を小惑星に再分類して小惑星番号10000番を与えてはどうかという声が上がった。しかしIAUは1999年2月3日、冥王星を外縁天体のリストに加えることは考えているが、冥王星の立場を変更する動きはまったくないとの声明を発表した。結局、小惑星番号10000番は普通の小惑星（ミリオストス）に与えられた。
冥王星を発見したクライド・トンボーは、1997年1月に死去する直前まで冥王星を惑星のままにしておくべきだと主張し続けていた。

### ヘイデン・プラネタリウムの展示
1999年5月、ニューヨークのアメリカ自然史博物館で5人の専門家によるパネルディスカッションが開かれた。出席者のうち、デイビッド・レビーとアラン・スターンは冥王星が惑星であり続けることを支持し、ブライアン・マースデンとマイケル・アハーンは惑星とカイパーベルト天体の両方に分類することを提案し、ジェーン・ルーは降格を主張した。当時、アメリカ自然史博物館ではローズ地球宇宙センターの建設とヘイデン・プラネタリウムの改築が行われており、それらが完成したあとの展示内容を決めるにあたってこのパネルディスカッションが参考にされた。
2000年2月、2つの施設は一般公開された。太陽系の仲間たちを紹介するコーナーでは、従来のように9個の惑星をただ内側から順番に並べるのではなく、小惑星や彗星なども含めて共通項を持つグループ（地球型惑星、小惑星帯、木星型惑星、カイパーベルト、オールトの雲）ごとに分けて展示していた。球形のプラネタリウム施設を取り巻く回廊に設けられた「宇宙のスケール」の107mの位置には4個の地球型惑星、その隣には4個の木星型惑星の模型があったが、冥王星（そして月や木星のガリレオ衛星など）の模型はなかった。
この展示は当初メディアに大きく取り上げられることはなかったが、2001年1月にニューヨーク・タイムズが「冥王星が惑星じゃない? そんなのニューヨークだけだ」と題して1面で特集すると激しい論争が起きた。ヘイデン・プラネタリウム所長ニール・ドグラース・タイソンのもとには、賛否両論の多数の手紙やメールとともに、全米各地の教師たちが行った「冥王星は惑星かどうか」を考えさせる授業の結果報告や子供達に書かせた作文（当初は「惑星だ」という意見が9対1で優勢だったが、年を追うごとに「惑星ではない」が増えていき、2006年の末には上記の比率が逆になっていたという）が届いた。

### 新発見による論争の激化
望遠鏡の技術が進歩し続けたことにより、21世紀にはさらに多くの太陽系外縁天体が発見できるようになり、その中には以下のように冥王星の大きさに匹敵するものもあった。
- 2001年5月22日、アメリカの天文台が2001 KX76（イクシオン）を発見。2001年8月31日にはヨーロッパ南天天文台が直径は少なくとも1,200キロメートル以上であることを確認。最大のKBOと認定される。
- 2002年、冥王星の半分よりも少し大きい直径1,280キロメートルの2002 LM60（クワオアー）が発見される。
- 2004年には、推定直径の上限が1,800キロメートルである 2003 VB12（セドナ）が発見され、冥王星の直径の2,320キロメートルに迫った。
- 2005年7月29日、2003 UB313（2006年9月にエリスと命名された）と呼ばれる外縁天体の発見が公表された。この天体は等級とアルベドを考慮に入れただけの計算を元にすると、冥王星よりやや大きいと推測された。これは1846年の海王星の発見以来、太陽系内で最大の天体の発見であった（ただし、現在では冥王星はエリスよりもわずかに大きいという報告もある）[33]。この天体を惑星と呼ぶかどうかの公式な合意は何もなかったにもかかわらず、発見者とメディアは当初これを「第10惑星」と呼び、10個目の惑星発見という報道もされた。天文学会のほかの人々の中には、この発見を冥王星を小惑星として再分類するもっとも強力な根拠とみなす者もいた。

最後まで残った冥王星の特徴的な点は、巨大な衛星カロンと大気である。しかしこれらの特徴も、冥王星特有のものではないかもしれない。ほかにも多くの外縁天体が衛星を持っている。また、2003 UB313（エリス）のスペクトルからは表面の組成が冥王星と似ていることが示唆され、2005年9月には衛星も発見された（2006年9月にディスノミアと命名された）。外縁天体2003 EL61（のちのハウメア）は2つの衛星（ヒイアカ、ナマカ）を持ち、エリス、冥王星、2005 FY9（のちのマケマケ）に次いで4番目に大きな外縁天体である。

### 国際天文学連合での議論
2006年8月14日からチェコのプラハで開かれたIAU総会で、惑星の定義を決めるための議論が行われた。当初提出された定義案に従うならば、冥王星が惑星として残るのに加えて冥王星の衛星カロン、小惑星ケレス、2003 UB313（エリス）が惑星とみなされ、惑星は12個となる。しかし、天文学者などから強い反対の声が噴出し、原案は大幅な見直しを余儀なくされた。結局、8月24日に採択された議決において「惑星」「準惑星 (dwarf planet)」、「太陽系小天体 (small Solar system bodies)」の3つのカテゴリが定義されることになった。
惑星
1. 太陽の周りを公転していること。
2. 自己の重力によって球形になるほど十分な質量を持っていること。より明確にいうと、自己の重力により重力平衡形状になっていること。
3. 軌道上のほかの天体を排除 していること。

準惑星
1. 太陽の周りを公転していること。
2. 自己の重力によって球形になるほど十分な質量を持っていること。より明確にいうと、自己の重力により重力平衡形状になっていること。
3. 軌道上の他の天体を排除していないこと。
4. 衛星ではないこと。

太陽系小天体
太陽の周りを公転している天体で、惑星、準惑星でない、ほとんどすべての天体（小惑星の大部分、太陽系外縁天体の大部分、彗星その他）。
IAUは上記の定義の元で、それまでの9つの惑星のうち冥王星は惑星としての条件の3つ目を満たさないとして、惑星の総数を8つとするとともに冥王星を「dwarf planet」に再分類し、太陽系外縁天体内の新しいサブグループの典型例とみなすと決議した。サブグループの名称として提案されていた「plutonian objects」は否決された。
さらに、2006年9月7日、小惑星センター（MPC）は冥王星を正式に小惑星の一覧に加え、小惑星番号134340番を割り振った。IAU総会直前までに登録されていた小惑星の総数は13万4,339個で、この日同時に登録された2,224個の中でもっとも早く発見されたものであったことからこの番号になった。1999年からの7年間で、登録された小惑星の数は10倍以上に増えていた。冥王星に10000番を割り当てる提案が却下されて以降、20000番のヴァルナや50000番のクワオアーのように、外縁天体の中にはきりのいい番号が割り当てられたものもあったが、冥王星には結局平凡な番号が割り当てられることになった。

### IAUの決議に対する反応
天文学会の中には、この再分類に対する抵抗もあった。NASAの冥王星探査機ニュー・ホライズンズの主任研究官アラン・スターンは、公然とIAUの決議を嘲笑し、「技術的な理由から、決議はお粗末なものだ」と述べた。スターンの主張は、地球、火星、木星、海王星はすべて軌道を小惑星と共有している ため、新しい定義ではこれらの惑星も惑星ではなくなるというものであった。しかしこの発言は、これらの4惑星を含む、軌道付近の天体を排除している8つの惑星を「明らかに我々の太陽系は含んでいる」とする彼自身の文章と矛盾する。スターンらの行動に対しては、冥王星の「価値が下がった（ようなイメージが広まる）」ことによる冥王星探査計画への予算面での影響を恐れたからだという見方もある。
マーク・サイクスは、1万人以上いるIAU会員のうち総会の出席者は2,000人あまり、最終日の議決に参加したのはわずか424人（賛成票が約9割という圧倒的多数ではあったが）だったことから、この決議は無効だという抗議の意見書を公表した。この意見書には304人の天文学者や惑星科学者が署名したが、その大半はアメリカ人だった。
一方、IAUを支持した者もいる。エリスを発見した天文学者マイケル・ブラウンは、「この馬鹿げたサーカスのような手続き全体を通して、何とか正しい答えに巡り合った。長い時間がかかった。科学者は、たとえ強い感情が絡むときであっても、最終的には自らの誤りを正すのだ」と語った。
一般大衆の間では、広範囲に及ぶメディア報道の中では受け取り方はさまざまであった。再分類を受け入れた者もいるが、IAUに冥王星の惑星復活を強く求めるインターネット上の請願によって決定を覆そうとした者もいる。カリフォルニア州議会下院（定数80名）には、IAUの「罪」の中でも特に「科学的に異端である説の主張」を非難する決議案が55名の議員により提出された。

## 人類との関係

### 愛着
冥王星は世界各国の人々に、太陽系の9つ目の惑星として長い間親しまれてきた。特に、冥王星を発見したクライド・トンボーがアメリカ人であったことから、冥王星は1930年の発見以降長い間、アメリカ人が発見した唯一の惑星とされ、発見当初からアメリカ人の誇りと思われてきた。ディズニーのキャラクターとして親しまれているプルートは、冥王星が発見された年に誕生しており、冥王星（プルート）から名前が取られたと考えられている。このこともあり、多くのアメリカ人は冥王星に特別な愛着を抱いてきた。アメリカ人のこのような強い愛着が、冥王星の立場が疑われ始めてからも、長らく議論を混乱させる一因にもなった。2006年に結局冥王星が準惑星に変更されることが決まると、多くの人々が困惑し、特にアメリカ人からは失望や落胆、不満の声が強く聞かれた。カリフォルニア工科大学やジェット推進研究所などがあるパサデナでは、惑星に扮した8人の科学者が冥王星の入った棺と1,500人以上の会葬者を伴って街を練り歩いた。
冥王星が惑星でなくなるきっかけを作ったのが、アメリカによる数々の華々しい天文学上の成果と、その結果出された「太陽系惑星12個案」だったことは皮肉である。
クライド・トンボーが後半生を過ごしたニューメキシコ州では2007年に、彼が生まれたイリノイ州では2009年に、それぞれ冥王星の発見が報告された3月13日を「冥王星の日」と定め、「州の上空を通っている間は、冥王星は惑星として扱われる」ことを決議した。ただし、冥王星が天の北極にもっとも近付くのは2193年だが、その時点でも赤緯は約23.5度であり、ニューメキシコ州（北緯31.2 - 37度）やイリノイ州（北緯36.9 - 42.4度）の上空を通ることはない。

### 惑星としての記念
1970年代初頭に打ち上げられた宇宙探査機パイオニア10号とパイオニア11号に搭載された金属板には、冥王星が惑星として描かれている。この金属板は、将来探査機が地球外知的生命体と遭遇した場合に、探査機がどこから来たかという情報を与えることを意図しており、太陽系の図も含まれていて、9つの惑星が描かれている。同じように、探査機ボイジャー1号とボイジャー2号（同様に1970年代打ち上げ）に搭載されている黄金のレコードに記録されたアナログ画像や1974年に送信されたアレシボ・メッセージでも、やはり冥王星は9番目の惑星とされている。
原子番号92番、93番、94番の元素はウラン（英: uranium）、ネプツニウム（英: neptunium）、プルトニウム（英: plutonium）と名付けられており、これはそれぞれ天王星（英: Uranus）、海王星（英: Neptune）、冥王星（英: Pluto）から取ったものである。
日本語の「水金地火木土天海冥」や英語の「My Very Educated Mother Just Served Us Nine Pizzas」などのように、9個の惑星の名前とその順番を語呂合わせで覚えることもよく行われていた。IAUの決議によって惑星が8個になったあと、ナショナルジオグラフィック協会はケレスとエリスを含む11個の「惑星」を読み込んだ新しい語呂合わせを募集し、モンタナ州の4年生の少女による「My Very Exciting Magic Carpet Just Sailed Under Nine Palace Elephant」が優勝した。

### 作品

#### 関連楽曲
グスターヴ・ホルストによる組曲『惑星』は、冥王星発見以前の1914年から1916年にかけて作曲されており、当時未発見の冥王星は含まれていない。冥王星が発見されて以降、ホルストは新たに冥王星の曲を作ろうとしたが、健康上の理由などから挫折した。その後もほかの人による補完の試みがあり、特に2000年にコリン・マシューズが作曲した「冥王星、再生する者」が有名である。ただしこの作品の追加には賛否両論がある。
2006年のIAU総会のあと、ジョナサン・コールトンは『I'm Your Moon』と題するカロンから冥王星へのラブソングをリリースした。ジェフ・モンダックとアレン・スタングルは『Pluto's Not a Planet Anymore』でほかの惑星たちの反応を歌った。

#### その他の関連作品
冥王星は、「もっとも遠い惑星」とされたことから、太陽系の果ての象徴とされ、SFやスペースオペラなどに描かれることが多かった。
日本で冥王星が登場する作品には『宇宙戦艦ヤマト』『銀河鉄道999』『キャプテンウルトラ』などがある。
- 『キャプテン・フューチャー』では、発見されて間もない頃の作品なので地球サイズの氷の惑星として描かれており、衛星も合計4つ（主要3つ＋極小1つ）登場する[62]。なお衛星のカロン（旧訳では「ケイロン」）・ケルベロス・スティクス（以上が主要3つ）・ディスのうち、ディス以外は後に実際に発見された衛星と同名だが当時は衛星は一切発見されておらず作者のオリジナルである。
- 『銀河鉄道999』では、メーテル生来の身体が保存されている設定となっている[注釈 3]。
- ラリー・ニーヴンの空想科学小説『プタヴの世界』では、冥王星はかつて海王星の衛星だったが、ある事件によって現在の軌道に移ったとされている。
- 野尻抱介の空想科学小説『ロケットガール』第2巻の後半では架空の冥王星探査機がストーリーの中心になる。1996年に発売された初版の時点で、すでに冥王星はTNOの一種であるという考え方に言及されている。
- アニメ版『ケロロ軍曹』第146話（2007年2月2日放送）は、冥王星の「降格」自体を題材にしたエピソードであった。九条冥というゲストキャラクターが出演。彼女自身は冥王星の住人であり、冥王星の存在を忘れないでもらうために活動するため地球へ来た。最後は「かつて、我々の太陽系には、9つの惑星が存在するとされていた。その9番目の惑星は、今も、遠い遠い暗闇の中、ゆっくり太陽の周りを回っている」というナレーションで終了する。
- 2007年3月発売のゲーム『スーパーロボット大戦W』では、冥王星は「旧世紀に惑星として扱われたが、現在は惑星とは扱われておらず、人々の記憶からも忘れ去られ、観測すらも行われていない星」となっている。発売当時は冥王星の新たな定義である「dwarf planet」の訳語が定まっていなかったため、作中では「矮惑星134340」と呼ばれている。「忘れ去られていること」自体が、ある重大な秘密に迫るキーワードとなっていた。
- 「宇宙英雄ローダン・シリーズ」においては、太陽系帝国の外縁防衛ラインの中核となる軍事基地が置かれていた。
- SF創作作品ではないが、コナミの『ダンスダンスレボリューション』シリーズには太陽系の惑星を題材にした一連の楽曲が存在し、その中には「Pluto」も含まれている。同時にアレンジ曲として「Pluto Relinquish」も発表されており、家庭用版の楽曲説明では冥王星の「降格」を意識したと思われる文章が収録されている。
- 『宇宙英雄物語』（伊東岳彦）では、第二部・宇宙編において重要な要素となる。またすべての始まりになる占王星（クラートゥ）と呼ばれる第十惑星があり、そこが最終決戦の舞台になる。
- 宇宙戦艦ヤマト2199では、敵の地球外知的生命体、ガミラスの前線基地がある。ガミラスは冥王星のことを「プラート」あるいは「プラード」と呼んでいる。ガミラスは冥王星の環境を変え、表面に水をたたえる天体として描かれている。冥王星付近のエッジワース・カイパーベルト天体を遊星爆弾にさせ、地球に向けて発射させていた。本作には「a:39.445au、ω:110.38°、e:0.25025」などの冥王星の軌道要素に関する詳細なパラメーターが表記されている。
- 2006年に天才てれびくんで放送されたドラマ「宇宙からのオッチャンX」には冥王星から来た宇宙人が登場するほか、作中では冥王星が惑星ではなくなった理由も詳しく説明されている。

### 分類変更による波紋
惑星ではない別のカテゴリの天体（の典型例）になったことは決して冥王星の存在価値を否定するものではなく、「最果ての惑星」から「かつて考えられていたよりも遥かに広いことが明らかになってきた太陽系の、新しい領域を代表する存在」になったことを意味している。しかし、発見から76年間も惑星として親しまれてきたうえに、マスコミによるセンセーショナルな報道の影響もあって「冥王星が惑星でなくなった」ことに負のイメージを抱いた人が非常に多いのも事実である。
『宇宙戦艦ヤマト』や『銀河鉄道999』といった作品で冥王星を舞台にしたことで知られる漫画家の松本零士は、「理論的には正しいが、人々が持つ宇宙への夢に対する配慮に欠けた決定である」といった趣旨の発言をしていた。逆に、野尻抱影にちなんでペンネームをつけたというSF作家の野尻抱介は、「理性が最良の選択をしたということだろう。一抹の寂しさは感じるものの、科学は自分自身を書き換えることができると世界に示せたことには意義がある」などと自らのウェブサイトでコメントした。
日本学術会議は、2007年4月9日の対外報告（第一報告） において前年のIAU総会で決まった新たな分類の日本語名称を提言したが、「dwarf planet」についてはその定義にあいまいな部分があり、混乱を招く可能性があるとして、学校教育などの分野では当面は積極的な使用を推奨しないとしている。

### ジョーク
- 1978年にカロンが発見され、その運動を研究した結果として冥王星の推定質量が激減すると、「このまま質量が減り続ければ、冥王星は1984年までに消えてしまう」と言われた[63]。
- 2001年にヘイデン・プラネタリウムの展示をめぐる騒動が起きると、「冥王星が惑星じゃないなら○○だって××じゃない」という、当たり前とされているものの分類を変えてみせるジョークの題材になった[64]。
- 冥王星が dwarf planet に分類変更されると、カリフォルニア州のディズニーランドの7人の小人 (dwarf) たちは「プルートが8人目の dwarf として我々に加わるのであれば歓迎する」との声明を発表した[65]。
- メジャーリーグベースボールの公式ウェブサイトは「9番打者の冥王星がマイナーリーグ送りになった」ことを報じた[66]。
- ユーモア作家のアンディ・ボロウィッツ（英語版）は、2006年9月の戦績が低迷していたニューヨーク・ニックスを準チーム[67] に格下げした。11月の中間選挙で共和党が敗れると、同様にブッシュ政権を dwarf 扱いした[68]。
- 2006年12月、住友生命保険が発表した2006年版「創作四字熟語」に「除名処分」をもじった「除冥処分」が入選した[69]。
- 2007年1月、米国方言協会（英語版）は、2006年の「ワード・オヴ・ザ・イヤー」を「plutoed」とすることに決定した[70]。plutoが「demote（降格させる）」あるいは「devalue（低く評価する）」といった意味で、動詞化して使われるようになったことが背景にある。

### 惑星記号
冥王星を表す惑星記号は2種類あり、ひとつは冥王星の英語名 "Pluto" の最初の2文字、即ち "P" と "L" を重ねた「」と、もうひとつはバイデントと呼ばれる、ハデスが持つふたまたの槍を表すとされる「」である（日本のテレビアニメ『美少女戦士セーラームーン』において、セーラープルートの変身シーンでは旧作アニメ、新作アニメともに前者の記号が用いられた）。

### 占星術
冥王星は10大天体のひとつであるが、近代（20世紀）になって発見されたため七曜・九曜には含まれない。また、冥王星は2006年に惑星から除外され準惑星となったが、西洋占星術では現在でも「惑星」として扱われる。西洋占星術では天蠍宮（さそり座）の守護惑星（冥王星が発見される以前は火星が守護惑星であった）で、天王星や海王星と同様に「常識外のこと」や「潜在的なこと」を表すとされる「トランスサタニアン（土星外の天体）」と呼ばれる惑星のひとつであり、凶星（マレフィック）である。西洋占星術において冥王星は、トランスサタニアンの中で最も遠いところにあることから「目に見えないもの」を示唆する惑星とされ、特に「カルマ（業）」や「前世に関わること」、さらに「性的な事柄」も読み解けるとされるが、冥王星は公転周期が247.7406624 年であることから、発見されてからまだ黄道十二宮を一周していないため、冥王星がもたらす効果や影響はまだ解明の途中である。象徴するキーワードは「生と死」「破壊と再生」「初めと終わり」「目に見えない隠されたこと」「激変」「変容」「前世」「因縁」「洞察力」「生殖能力」などで、象徴する人物は「先祖」「黒幕」「考古学者」「解剖医」などがある。
冥王星の分類変更の衝撃が天文学以外の分野にも波及した例として、占星術で首都移転を決めるほどの社会的影響力のあるミャンマーの占星術師の協会がこの決定を非難したことが挙げられることがある。しかし、西洋占星術関係者の一部からは「冥王星そのものが消えたわけではない」「新たな星（象徴）の再定義の発見である」などの意見も出ている。そもそも占星術における惑星の定義は天文学的な定義とは異なる（流派によっては小惑星や星ですらないものを含むものもある）ため、必ずしも分類変更によって大きな影響を受けるとは言えない。

## 画像

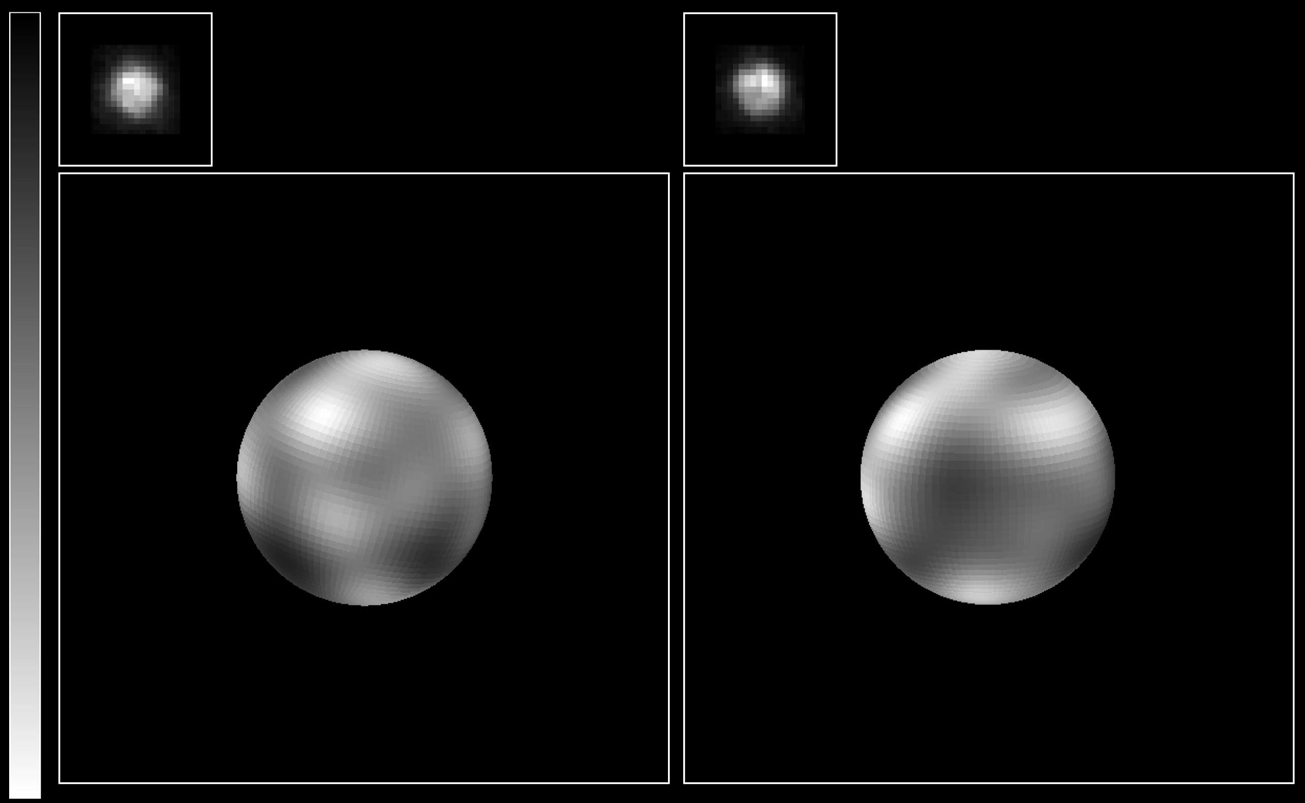
ハッブル宇宙望遠鏡撮影。長らく「もっとも鮮明な冥王星の写真」であった。
LORRIによる撮影（2015年1月25日、27日）
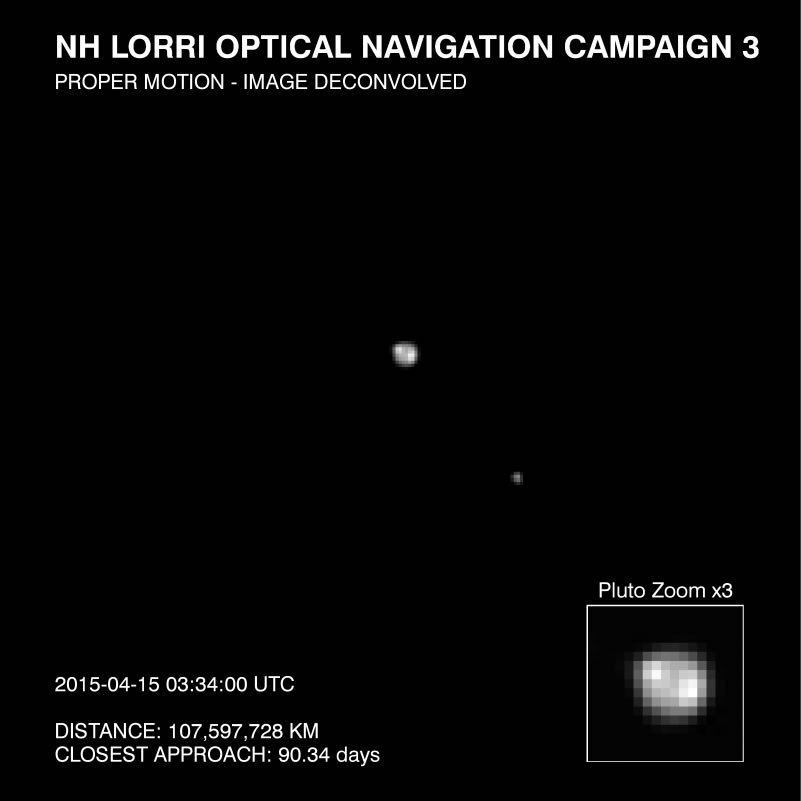
ニュー・ホライズンズによる撮影（2015年04月15日）
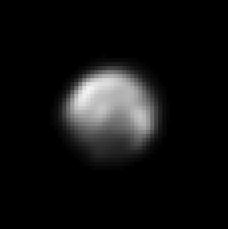
ニュー・ホライズンズによる撮影（2015年5月12日）。距離は約4,660万キロメートル。
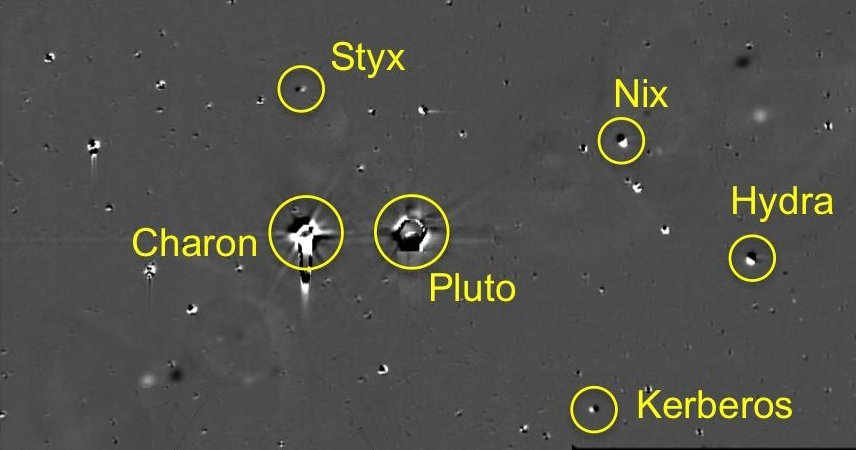
冥王星系の写真（2015年6月26日撮影）
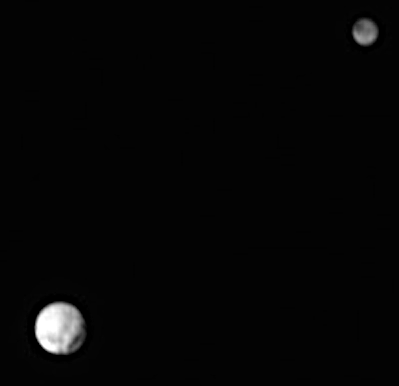
冥王星とカロン（7月29日ごろ撮影）
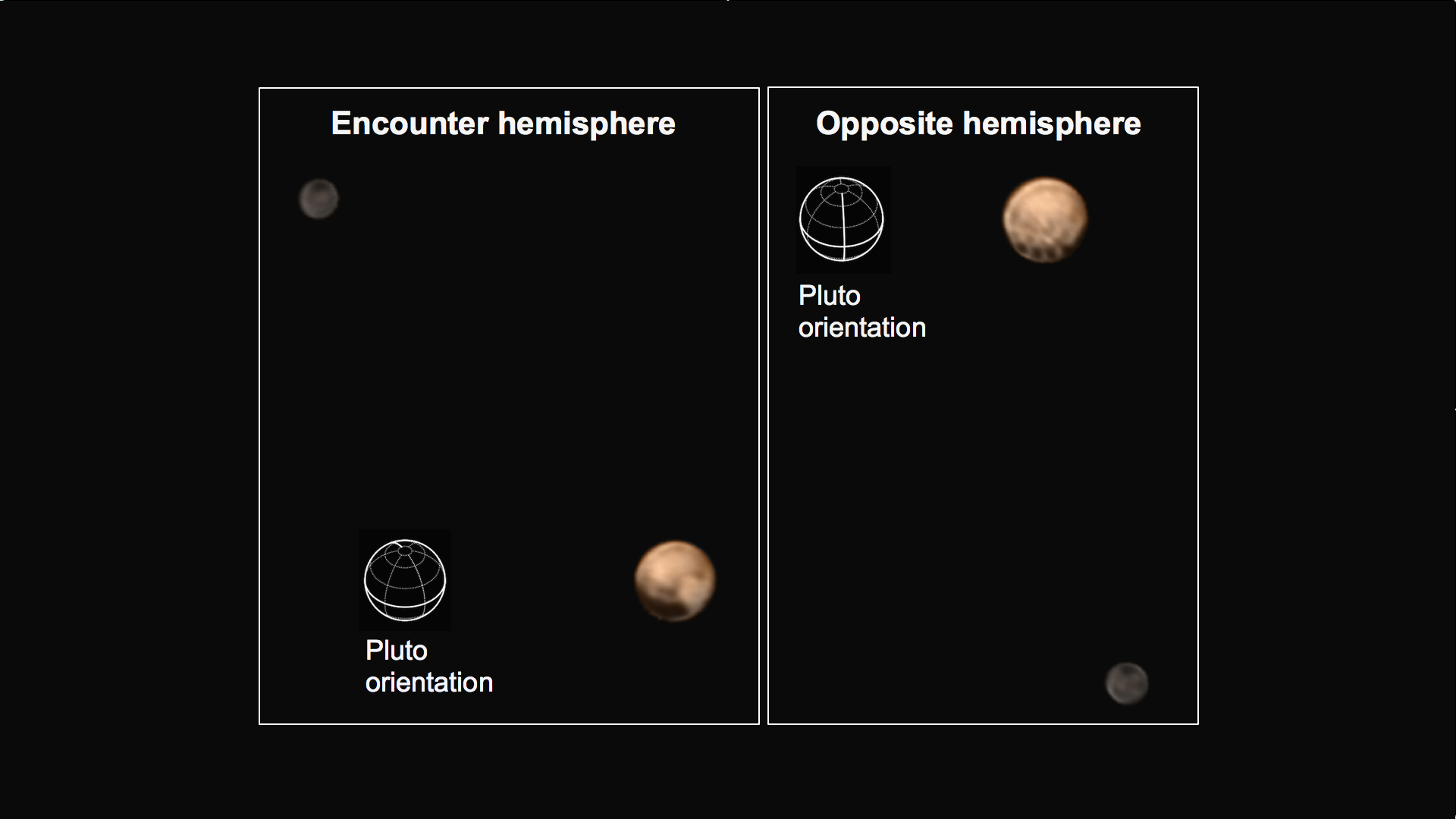
冥王星の両面（2015年6月27日撮影）
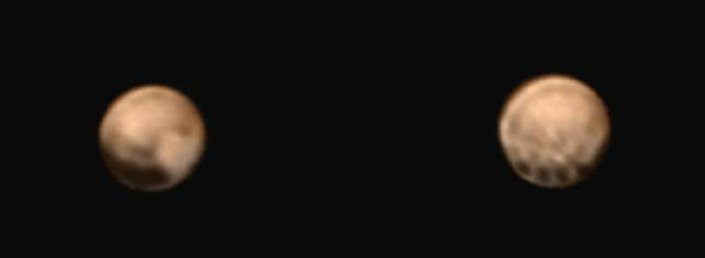
冥王星の両面（2015年7月1日撮影）
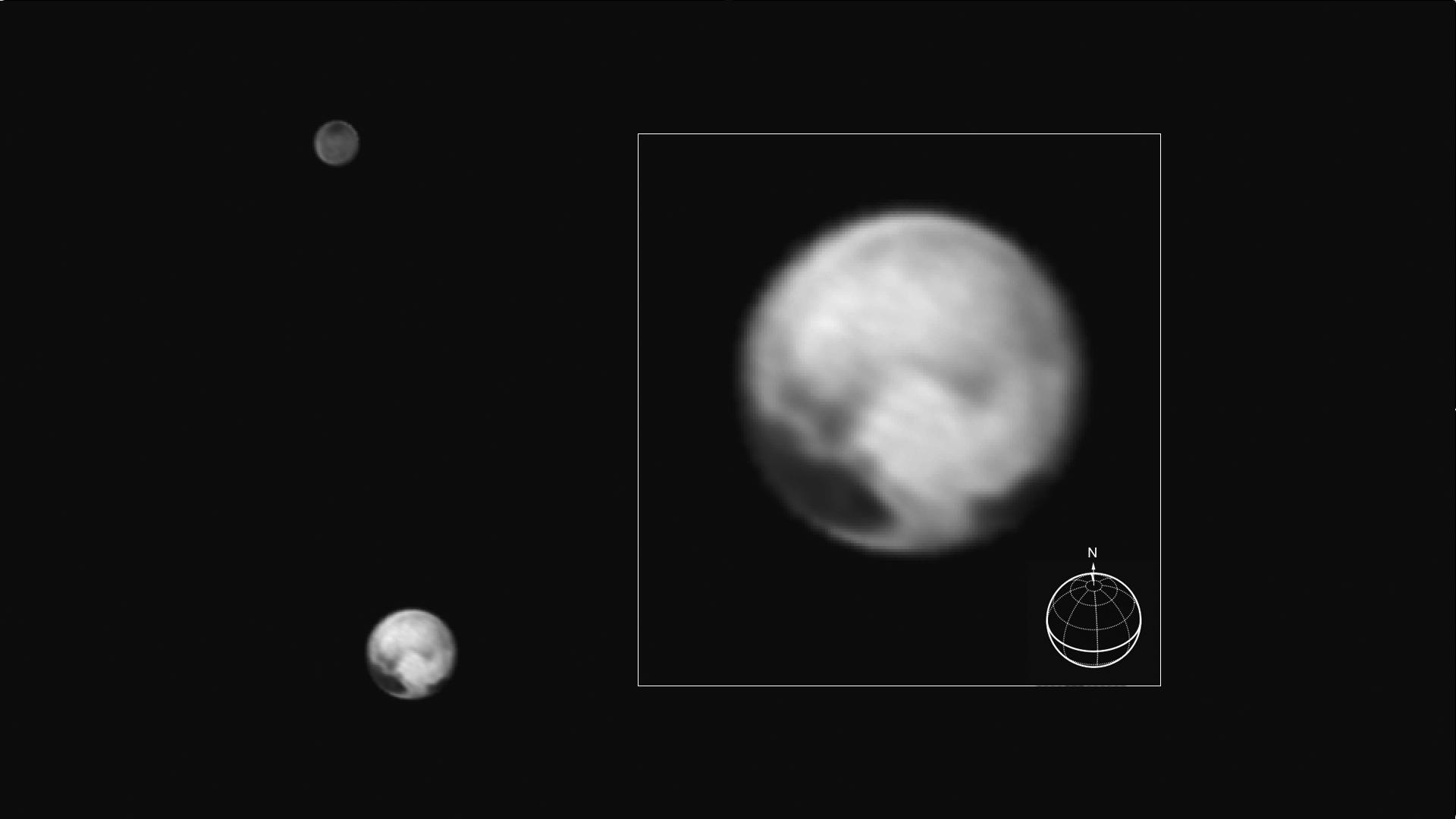
冥王星とカロン（2015年7月1日撮影）
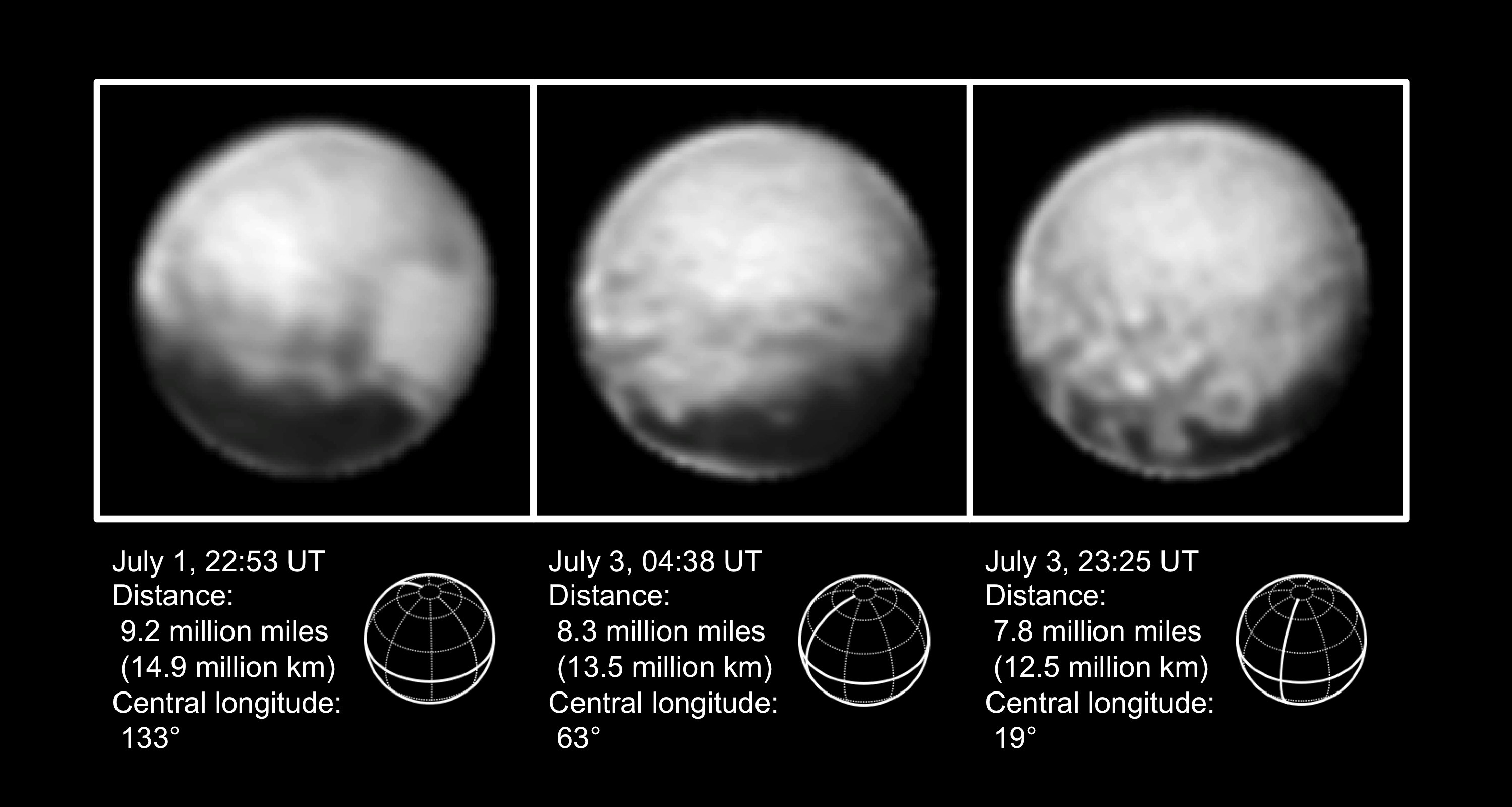
ニュー・ホライズンズによる撮影（2015年7月6日）
冥王星系の公転動画（2015年7月1日時点）
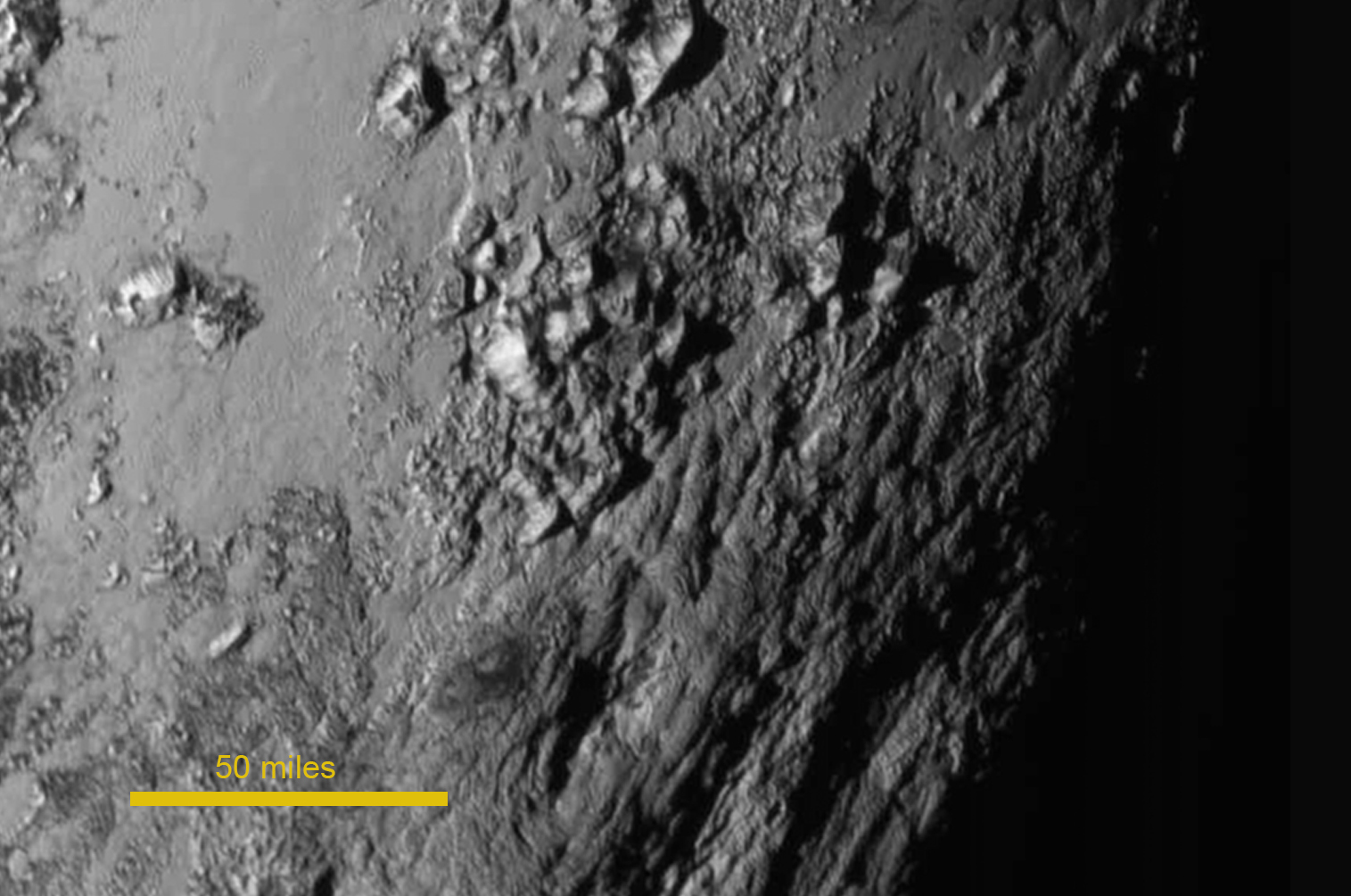
冥王星の赤道付近の接写（2015年7月14日撮影）
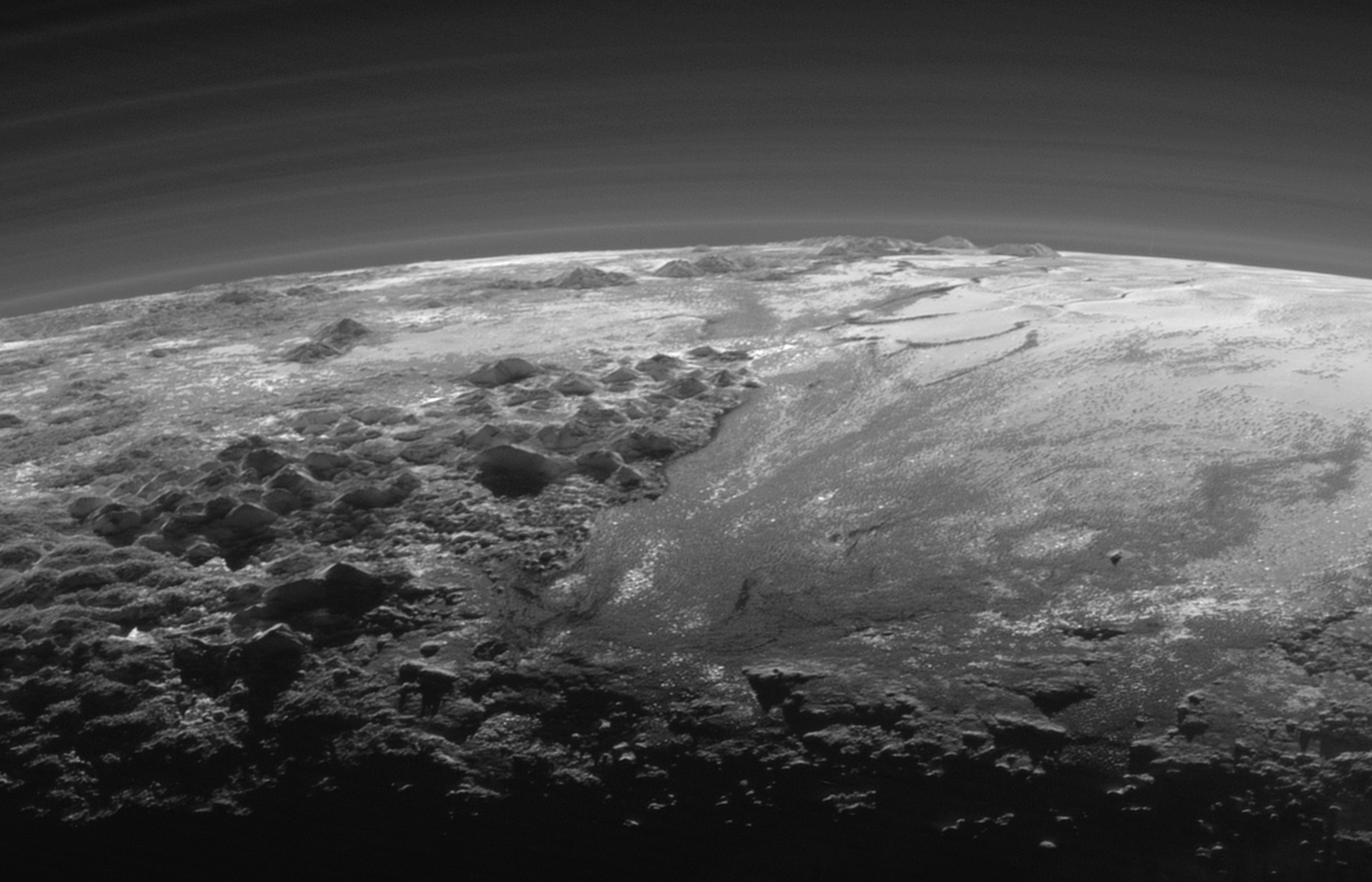
ニュー・ホライズンズが撮影した冥王星表面の山々（2015年7月14日撮影）
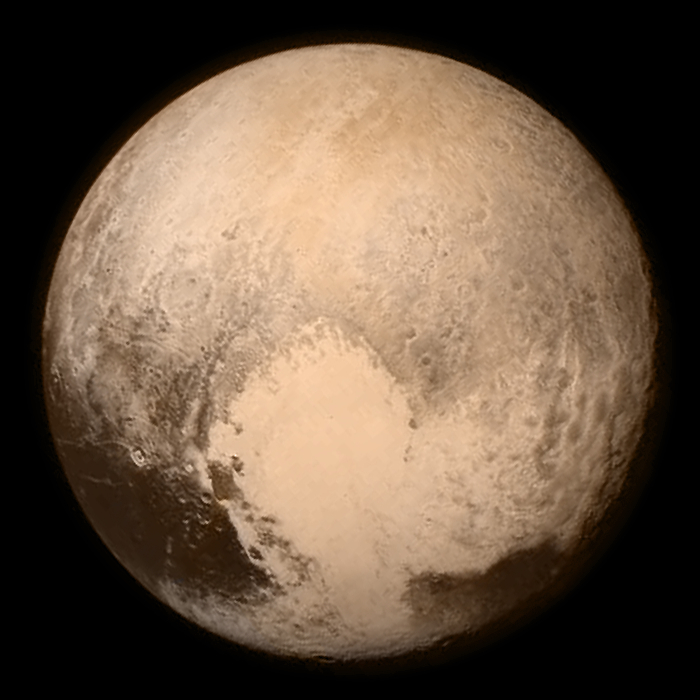
ニュー・ホライズンズ観測装置「LORRI」「Ralph」による撮影